# Gradi della Regia Marina

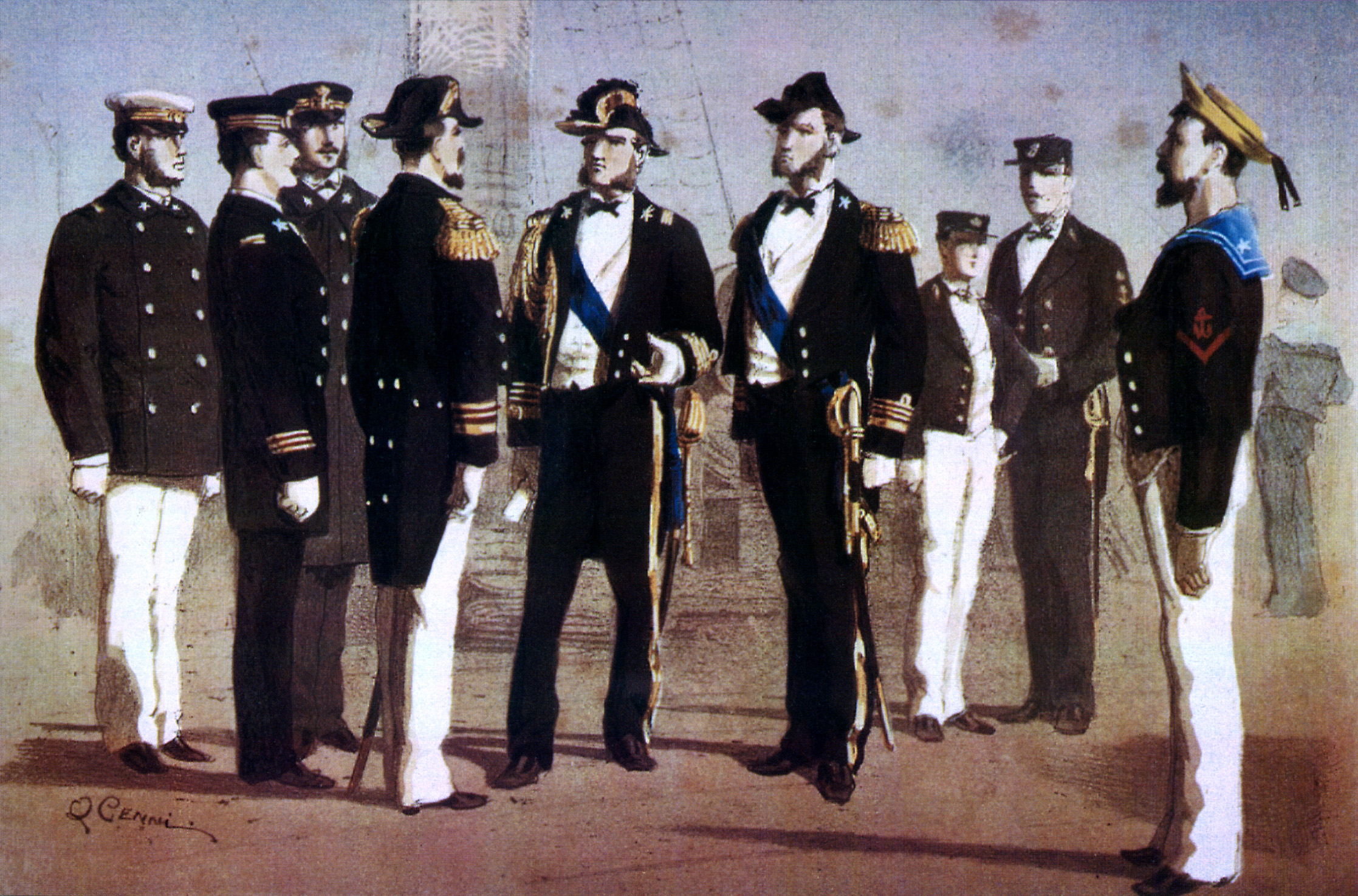
Tavola del pittore Quinto Cenni con le divise della Regia Marina a norma dei regolamenti del 1873.

I gradi della Regia Marina italiana sono stati utilizzati fino alla fine del Regno d'Italia, il 2 giugno 1946, con la proclamazione della Repubblica Italiana.
Il caratteristico giro di bitta, ovvero l'occhiello formato dalla linea superiore dei distintivi di grado degli ufficiali di stato maggiore generale, venne introdotto dal regio decreto del 21 aprile 1878. Successivamente venne esteso a tutti i corpi con il decreto ministeriale del 22 dicembre 1938.

## Le origini: la Real Marina del Regno di Sardegna
Il 10 ottobre 1713 Vittorio Amedeo II prese possesso del titolo di re di Sicilia e quindi della flotta siciliana. In quello stesso anno venne quindi costituita la Marina da guerra del Re di Sicilia e a quell'anno venne fatta risalire la fondazione della Marina reale sarda (nel 1720 il Regno di Sicilia venne ceduto in cambio di quello di Sardegna).
La marina sarda era uno degli stati che si affacciavano sul mediterraneo che, agli inizi del XVIII secolo, facevano ancora affidamento alle galere, un tipo di nave spinta dai remi azionati da forzati e sufficientemente valide contro le scorrerie dei corsari barbareschi.
L'inquadramento del personale stabilito il 16 febbraio 1775 lo suddivideva nel Corpo degli equipaggi delle fregate (la Marina non disponeva ancora di costosi vascelli), anno in cui compare per la prima volta la locuzione Corpo degli equipaggi, e Battaglione delle fregate (ovvero le truppe imbarcate). La gerarchia era la seguente:
- comandante generale della Marina

uffiziali (ufficiali)
- capitano comandante
- capitano in seconda
- luogotenente
- sotto luogotenente
- guardiamarina di 1ª classe
- guardiamarina di 2ª classe

uffiziali dei porti
- capitano di porto
- luogotenente di porto

bassi uffiziali (sottufficiali), suddivisi in categorie
piloti
- primo pilota
- pilota

nocchieri
- primo nocchiere
- secondo nocchiere
- nocchiere

cannonieri
- capo cannoniere
- secondo capo cannoniere
- contro-mastro

operai (tutti equiparati)
- mastro d'ascia
- mastro calafato
- mastro veliere
- mastro bottaio
- mastro armarolo

personale addetto alle manovre (ovvero l'equipaggio)
- marinaro di 1ª classe
- marinaro di 2ª classe
- marinaro di 3ª classe
- mozzo di 1ª classe
- mozzo di 2ª classe

ciurma, formata da arcieri (denominazione storica della fanteria di marina) e forzati (la forza sui remi).
Successivamente la gerarchia venne modificata, come risulta da un documento del 1819, suddividendo il personale in una complessa tabella.
Nella disciplina delle uniformi del 1833 compare il grado di sottotenente di vascello, subordinato a quello di luogotenente di vascello e superiore a quello di guardiamarina di 1ª classe. Compaiono inoltre anche i gradi di primo nocchiere e primo capo cannoniere omessi nella tabella del 1819.
| Uffiziali                             | Uffiziali                          | Uffiziali                                                          |
| Stato Maggiore                        | Intendenza Generale                | Impiegati non militari (equiparati ad uffiziali)                   |
| ------------------------------------- | ---------------------------------- | ------------------------------------------------------------------ |
| comandante in capo                    | —                                  | —                                                                  |
| capitano di vascello                  | intendente generale della Marina   | medico dello Spedale di Genova medico dello Spedale di Villafranca |
| capitano di fregata                   | commissario di marina di 1ª classe | medico dello Spedale di Genova medico dello Spedale di Villafranca |
| capitano in 2ª di vascello            | commissario di marina di 2ª classe | medico dello Spedale di Genova medico dello Spedale di Villafranca |
| primo luogotenente di vascello        | commissario di marina di 3ª classe | medico dello Spedale di Genova medico dello Spedale di Villafranca |
| luogotenente di vascello              | sotto commissario di 1ª classe     | medico dello Spedale di Genova medico dello Spedale di Villafranca |
| sottotenente di vascello              | sotto commissario di 2ª classe     | medico dello Spedale di Genova medico dello Spedale di Villafranca |
| guardiamarina di 1ª classe            | scrivano di 1ª classe              | medico dello Spedale di Genova medico dello Spedale di Villafranca |
| guardiamarina di 2ª classe            | scrivano di 2ª classe              | medico dello Spedale di Genova medico dello Spedale di Villafranca |
| —                                     | sottoscrivano                      | medico dello Spedale di Genova medico dello Spedale di Villafranca |
| quartier mastro pagatore della Marina | —                                  | cappellano di 1ª classe                                            |
| quartier mastro cassiere              | —                                  | cappellano di 2ª classe                                            |
| vice uditore generale                 | —                                  | cappellano di 3ª classe                                            |
| vice uditore                          | —                                  | cappellano di 4ª classe                                            |
| segretario dell'ammiraglio            | segretario dell'intendente         | chirurgo di 1ª classe                                              |
| altro in seconda                      | generale della Marina              | chirurgo di 2ª classe                                              |
| segretario di dipartimento            | controllori della Marina           | chirurgo di 3ª classe                                              |
| —                                     | tesoriere e cassiere della Marina  | chirurgo di 4ª classe                                              |
| —                                     | —                                  | secondo chirurgo                                                   |
| —                                     | —                                  | allievo di chirurgia                                               |
| trabanti                              | guardia magazzino di 1ª classe     | ingegnere costruttore in capo                                      |
| —                                     | guardia magazzino di 2ª classe     | —                                                                  |

| Bassi uffiziali                    | Bassi uffiziali        | Bassi uffiziali              | Bassi uffiziali        |
| ---------------------------------- | ---------------------- | ---------------------------- | ---------------------- |
| primo piloto                       | primo nocchiere        | primo capo cannoniere        | —                      |
| piloto di 1ª classe                | nocchiere di 1ª classe | capo cannoniere di 1ª classe | —                      |
| piloto di 2ª classe                | nocchiere di 2ª classe | capo cannoniere di 2ª classe | —                      |
| piloto di 3ª classe                | nocchiere di 3ª classe | capo cannoniere di 3ª classe | —                      |
| piloto di 4ª classe                | nocchiere di 4ª classe | capo cannoniere di 4ª classe | —                      |
| secondo piloto                     | secondo nocchiere      | secondo capo cannoniere      | —                      |
| allievo di pilotaggio di 1ª classe | quartier mastro        | contromastro                 | —                      |
| allievo di pilotaggio di 2ª classe | timoniere              | —                            | —                      |
| —                                  | —                      | —                            | guardiano di arsenale  |
| —                                  | —                      | —                            | altro nei dipartimenti |
| —                                  | —                      | —                            | patroni di pontone     |

| Maestranza | Maestranza                  | Maestranza                  | Maestranza          |
| --- | --------------------------- | --------------------------- | ------------------- |
| capo mastro d'ascia | —                           | capo mastro bottaro         | capo mastro ferraro |
| mastro d'ascia di 1ª classe | mastro veliero di 1ª classe | mastro bottaro di 1ª classe | mastro ferraro      |
| mastro d'ascia di 2ª classe | mastro veliero di 2ª classe | mastro bottaro di 2ª classe | —                   |
| mastro d'ascia di 3ª classe | —                           | —                           | —                   |
| mastro d'ascia di 4ª classe | —                           | —                           | —                   |
| secondo mastro d'ascia | —                           | —                           | —                   |
| capo mastro calafato, capo mastro bossellajo, capo mastro falegname, capo mastro remolaro, capo mastro cordiere (o anche cordaio), capo mastro pittore, tutti equiparati al capo mastro d'ascia, e così via. |                             |                             |                     |

| Marineria             | Ciurma             |
| --------------------- | ------------------ |
| marinaro di 1ª classe | marinari di grazia |
| marinaro di 2ª classe | aguzzini           |
| marinaro di 3ª classe | arcieri            |
| marinaro di 4ª classe | forzati            |
| mozzo                 | —                  |

Il corpo del Genio Navale venne istituito nel 1827, ed il Genio Marittimo.
Successivamente, quando entrarono in servizio le navi a vapore venne previsto anche l'inquadramento per il personale di macchina. I macchinisti facevano parte del personale civile, e, a causa del fatto che le macchine a vapore erano di fabbricazione estera, una buona parte dei macchinisti erano stranieri. Le modalità di arruolamento, carriera ed inquadramento furono stabilite da una disposizione del 5 aprile 1845.

## Struttura della Marina italiana

### Ordinamento Cavour (1861-1878)
Con il regio decreto nº 4825 del 1º aprile 1861 veniva indicato il nuovo assetto della marina militare del nuovo Stato, la quale era così suddivisa:
1 - Stato Maggiore Generale
- ufficiali di vascello
- piloti (soppresso nel 1866)
- stato maggiore dei porti
- cappellani (aboliti nel 1878)

a cui erano aggregati:
- ufficiali di maggiorità (costituiti nel 1860, addetti a compiti amministrativi, dal 1876 assorbiti dal Corpo di commissariato)
- ufficiali di arsenale (costituiti nel 1860 ed aboliti nel 1878)
- capi macchinisti
- disegnatori delle direzioni dei lavori (civili)
- impiegati delle segreterie e dei comandi di dipartimento (civili assimilati ai gradi di ufficiali)

2 - Corpo Reale Equipaggi
3 - Corpo di Fanteria Real Marina (abolito nel 1878)
4 - Corpo Sanitario (civili assimilati ai gradi di ufficiali, solo i medici divennero militari dal 1875)
5 - Corpo del Genio Navale (civili assimilati ai gradi di ufficiali, successivamente corpo militare dal 1866)
6 - Corpo del Commissario Generale (civili assimilati ai gradi di ufficiali, militari dal 1875).
Il regio decreto nº 5526 del 26 febbraio 1870 indicava come pianta organica dello Stato Maggiore Generale della Regia Marina:
1 ammiraglio,
1 viceammiraglio,
10 contr'ammiragli,
15 capitani di vascello di 1ª classe,
20 capitani di vascello di 2ª classe,
20 capitani di fregata di 1ª classe,
30 capitani di fregata di 2ª classe,
80 luogotenenti di vascello di 1ª classe,
100 luogotenenti di vascello di 2ª classe,
150 sotto-tenenti di vascello,
oltre alle guardie marina, il cui numero è indeterminato.

### Ordinamento Brin (1878-1913)
Successivamente la Legge Brin (già citata come legge nº 4610 del 3 dicembre 1878) ne modificava la struttura, suddividendola in:
corpi militari:
1 - Stato Maggiore Generale
2 - Corpo Reale Equipaggi
3 - Corpo del Genio Navale
- ruolo degli ufficiali macchinisti
4 - Corpo Sanitario
5 - Corpo di Commissariato
impiegati civili:
1 - professori e maestri negli istituti militari marittimi
2 - contabili e guardiani di magazzino
3 - farmacisti
4 - capi tecnici e capi operai.

### Ordinamento Leonardi Cattolica (1913-1924)
Istituito con legge nº 797 del 21 luglio 1913 che stabilisce l'ordinamento dei corpi militari della Regia Marina.

### Ordinamento Mussolini (1926-1946)

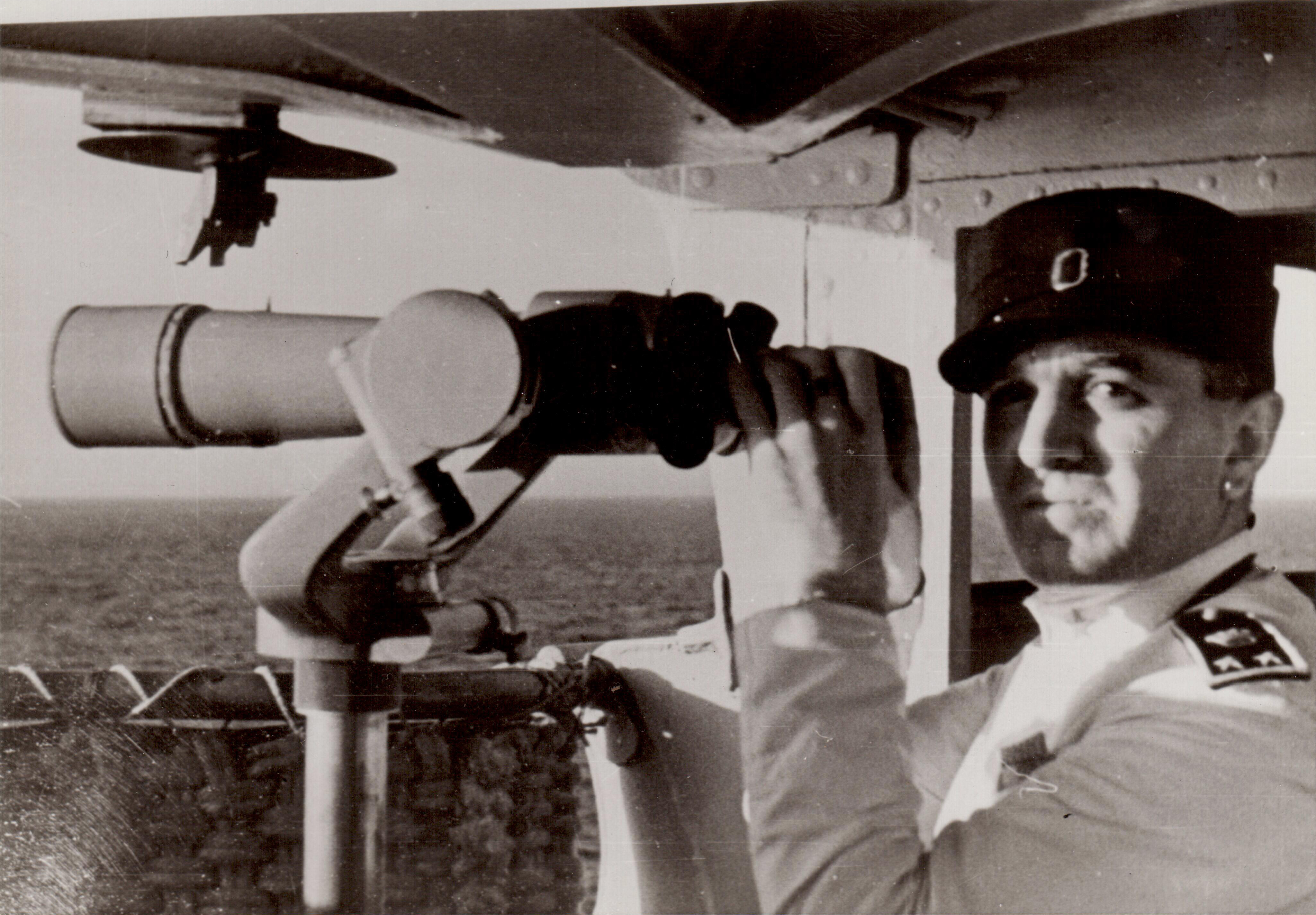
Un capitano di fregata della Regia Marina, come si può riconoscere dalla controspallina bordata d'oro e decorata con la corona e due stellette

Venne istituito con legge nº 1178 dell'8 luglio 1926 e suddivideva gli Ufficiali nel:
a) Corpo di Stato Maggiore (Ufficiali di Vascello);
b) Corpo del Genio Navale (Ufficiali G.N.);
c) Corpo per le Armi Navali (Ufficiali A.N.);
d) Corpo Sanitario Militare Marittimo, il quale comprende, in ruoli organici distinti, gli «Ufficiali Medici» e gli «Ufficiali Chimici Farmacisti»;
e) Corpo di Commissariato Militare Marittimo;
f) Corpo delle Capitanerie di Porto;
g) Ufficiali del Corpo Reale Equipaggi Marittimi, con i relativi Marinai divisi nelle categorie:
- Nocchieri,
- Timonieri,
- Cannonieri,
- Torpedinieri,
- Radiotelegrafisti,
- Aiutanti,
- Assistenti del Genio Navale,
- Carpentieri,
- Meccanici,
- Semaforisti,
- Infermieri,
- Furieri,
- Direttore del Corpo Musicale.

I sottufficiali, graduati o comuni nel Corpo Reale equipaggi marittimi, il quale comprendeva le seguenti categorie:
marinai, timonieri, cannonieri, torpedinieri, radiotelegrafisti, aiutanti, assistenti del genio navale, carpentieri, meccanici, fuochisti, semaforisti, infermieri, furieri, musicanti, trombettieri e servizi portuali.

## Il personale

### Funzionari delle Capitanerie di porto
I compiti degli ufficiali dello Stato Maggiore dei Porti vennero definiti dai regi decreti nº 171 del 30 giugno 1861 e nº 1171 del 1º marzo 1863.
Il Corpo delle Capitanerie di Porto del Regno d'Italia fu istituito il 20 luglio 1865 quando Vittorio Emanuele II firma a Palazzo Pitti (quando Firenze era capitale) il regio decreto nº 2438. Il corpo venne formato da impiegati civili, con la soppressione del Corpo degli Ufficiali dello Stato Maggiore dei Porti e del Corpo degli Impiegati dell'Amministrazione della Marina mercantile, dei quali eredita i compiti di comando e di direzione dei servizi tecnici e di polizia nei porti di mare e di servizio amministrativo periferico della Marina mercantile ed infine di sanità marittima.
Nel 1877 si aggiungono il compito di dirimere controversie, verifica nella stipula di contratti e di incidenti in ambito portuale, e l'arruolamento di giovani idonei a prestare servizio militare nella Regia Marina.
Con la prima guerra mondiale il Corpo partecipò alla mobilitazione del personale militare, alla difesa delle coste ed all'impiego di naviglio mercantile per fini bellici. Nel 1918, il Ministro della Marina affidò definitivamente alle Capitanerie di porto alcuni servizi che interessavano la difesa militare e perciò tutti gli appartenenti al Corpo furono militarizzati per la durata della guerra in corso.
Nel 1919 il Corpo divenne militare definitivamente ed a tutti gli effetti, mentre dal 1923 diviene un Corpo della Regia Marina, con dipendenza dal Ministero della Marina mercantile per quanto riguarda le sue funzioni e dal Ministero della Marina Militare in materia di stato giuridico, di reclutamento, di disciplina e di progressione nei gradi.

### Cappellani
Nel 1865 le Forze armate del Regno d'Italia contavano 189 cappellani, ma già nel 1867 l'organico viene diminuito a soli 10 cappellani di 1ª classe ed infine, con l'occupazione di Roma nel 1870 e le leggi anticlericali, il numero fu ridotto fino alla completa eliminazione avvenuta nel 1878. Nella guerra d'Eritrea del maggio 1896 il servizio religioso ai militari italiani fu garantito dall'assistenza volontaria dei padri cappuccini e nella guerra di Libia del 1911 anche da alcuni sacerdoti diocesani.
Con l'avvento della grande guerra, vennero reintrodotti circa diecimila cappellani militari (circolare del 12 aprile 1915 del gen. Luigi Cadorna), con mons. Angelo Lorenzo Bartolomasi nominato vescovo di campo, sebbene nel 1922 il servizio di assistenza spirituale venne nuovamente abolito ad eccezione di quello per la raccolta delle salme dei caduti e la sistemazione dei cimiteri di guerra, con 50 cappellani rimasti in servizio per la Marina militare. Gli stati maggiori delle forze armate rimasero fermi su posizioni laiciste, di ispirazione risorgimentale, ma addussero ragioni di ordine ideologico - economico e militare. Solo nel 1923 venne istituito il ruolo unico dei cappellani della Regia Marina, mentre nel 1926 venne istituito il ruolo unico dei cappellani militari per Esercito, Marina e la neonata Aeronautica.

### Commissari e contabili
Gli ufficiali di maggiorità erano ufficiali istituiti, con altra denominazione, nella Real Marina del Regno di Sardegna nel 1855, poi rispecificati nel 1860, erano addetti a compiti amministrativi presso enti e comandi a terra oppure ricoprivano l'incarico di vicedirettori negli ospedali della Marina.
Gli ufficiali di maggiorità erano reclutati tra i sottufficiali della categoria maggiorità del Corpo Reali Equipaggi e fra gli impiegati delle amministrazioni dipendenti dal Ministero della Marina.
Vennero assorbiti dal Corpo di commissariato nel 1876.
Le categorie di impiegati civili dei contabili e dei guardiani di magazzino vennero istituite nel 1904.

### Macchinisti
Inizialmente i macchinisti furono istituiti come sezione macchinisti e fuochisti nella categoria maestranza del Corpo Reale Equipaggi. Alcuni avevano grado corrispondente a quello di ufficiale.
Gli ufficiali macchinisti, provenienti dai sottufficiali, erano iscritti ad un ruolo aggregato al Corpo di Stato Maggiore.
Nel 1862 venne riordinato il personale addetto al servizio macchine, suddividendolo in:
- ufficiali macchinisti;
- sottufficiali macchinisti;
- sottufficiali fuochisti;
- operai fuochisti;
- marinai fuochisti.

Dal 1878 al 1913 divennero un ruolo del corpo del Genio Navale, con carriere separate, dal 1913 al 1926 nuovamente al Corpo di Stato Maggiore come ufficiali per la direzione delle macchine, dal 1926, infine, ruolo del corpo del Genio Navale.
Gli ufficiali macchinisti erano formati, per quattro anni di corso, presso la Scuola macchinisti, dalla quale uscivano con il grado di allievo macchinista (equivalente a quello di capo di 3ª classe). Dopo dieci anni di carriera i macchinisti venivano promossi ufficiali. Vennero inizialmente mantenute le scuole di Genova e di Napoli. Nel 1862, si passò a un unico istituto con sede a Genova che successivamente venne trasferita a Venezia (Regia Scuola Macchinisti di Venezia).
A causa della crescente complessità degli apparati macchine di bordo, dal 1894, fu necessario incrementare la preparazione del personale di macchina, prorogando gli studi dei migliori macchinisti di 1ª classe nell'Accademia navale di Livorno. Dal 1902 il corso venne aperto a tutti i capi macchinisti di 3ª classe di nuova nomina.
A causa della scarsezza di personale di macchina, in particolare nei primi anni, la Regia Marina si avvalse anche di personale civile o personale estero, fornendo al contempo vantaggi in termini di carriera, di onori e di salario a questo particolare ruolo.
Il grado di capo macchinista principale era equiparato al grado di maggiore del Regio Esercito, successivamente venne concesso, dopo sei anni di permanenza nel grado, l'accesso al grado di ingegnere capo di 1ª classe (tenente colonnello nel Regio Esercito). Quindi venne introdotto il grado massimo di ispettore macchinista (equiparato a quello di contrammiraglio) ed infine quello di tenente generale macchinista (equiparato a quello di vice ammiraglio, massimo grado allora raggiungibile dagli ufficiali di vascello).
La denominazione dei gradi degli ufficiali macchinisti venne semplificata nel 1893, mentre nel 1904 vennero introdotte per tutti i corpi tecnici le denominazioni di grado del Regio Esercito. Per i macchinisti quindi di ebbero i gradi di: sottotenente, tenente, capitano, maggiore, tenente colonnello, colonnello e maggiore generale macchinista.
Nel 1923 infine venne istituito il grado di tenente generale ispettore macchinista, corrispondente a quello di viceammiraglio di squadra.

### Maestranze
Gli ufficiali di arsenale vennero istituiti nel 1860 ed ebbero i compiti precedentemente assegnati agli ufficiali di maestranza, istituiti nella Real Marina del Regno di Sardegna nel 1840 e riorganizzati nel 1851.
Gli ufficiali di arsenale erano promossi «per merito e per idoneità» tra i secondi piloti, i nocchieri, i capi cannonieri di 1ª
classe ed i capi mastri di 1ª classe della sezione maestranza del Corpo Reale Equipaggi.
Passarono nel Corpo civile tecnico nel 1876, vennero aboliti nel 1878 ed infine i loro compiti vennero assegnati al Corpo Reale Equipaggi nel 1888.

### Medici e farmacisti
L'ordinamento degli ufficiali medici era stabilito con il regio decreto nº 4821 del 1º aprile 1861. Era abolita l'antica distinzione tra medici e chirurghi. Il grado massimo raggiungibile era quello di medico capo di dipartimento equiparato al grado di tenente colonnello. Successivamente, nel 1862, vennero istituiti i gradi di medico ispettore e di medico di corvetta, rendendo autonomo il corpo dal Consiglio superiore di sanità del Regio Esercito.
Le denominazioni di grado vennero modificate con regio decreto 9 giugno 1863 e successivamente con regio decreto nº 3276 del 17 luglio 1876 che uniforma le denominazioni a quelle del Regio Esercito.

## Cronologia dei gradi militari in uso
Inizialmente le divise dei militari ed equiparati dei vari corpi erano differenziate, così come il complesso sistema dei distintivi di grado, mentre nel 1872 questo principio venne cambiato unificando le divise, con eccezione delle divise dei cappellani, degli ufficiali di maggiorità e di quelli della fanteria di marina.
Sia nella Real Marina Sarda che in quella Napoletana, il Corpo Sanitario prevedeva, accanto alla categoria dei medici, anche quella dei chirurghi, unificate nel 1861.
In ogni caso restò l'uso di sottopannare i distintivi di grado (ovvero di cucire al di sotto un tessuto che orlava il grado stesso) con tessuto e colore diversi per differenziare i vari corpi. Il panno doveva sporgere di 7 mm tutt'intorno e di 4 mm fra un gallone e l'altro.
| Corpo                                                   | Sottopannatura                                              | Sottopannatura                                              | Sottopannatura                                              | Sottopannatura                                              | Sottopannatura                                              | Sottopannatura                                              | Sottopannatura                                              | Sottopannatura                                              | Sottopannatura                                              | Sottopannatura                                              | Sottopannatura                                              |            |
| Corpo                                                   | dal 1861                                                    | dal 1876                                                    | dal 1878                                                    | dal 1915                                                    | dal 1922                                                    | dal 1923                                                    | dal 1926                                                    | dal 1934                                                    | dal 1938                                                    | dal 1939                                                    | dal 1942                                                    |            |
| ------------------------------------------------------- | ----------------------------------------------------------- | ----------------------------------------------------------- | ----------------------------------------------------------- | ----------------------------------------------------------- | ----------------------------------------------------------- | ----------------------------------------------------------- | ----------------------------------------------------------- | ----------------------------------------------------------- | ----------------------------------------------------------- | ----------------------------------------------------------- | ----------------------------------------------------------- | ---------- |
| ufficiali di vascello                                   | colore dell'abito                                           | colore dell'abito                                           | colore dell'abito                                           | colore dell'abito                                           | colore dell'abito                                           | colore dell'abito                                           | colore dell'abito                                           | colore dell'abito                                           | colore dell'abito                                           | colore dell'abito                                           | colore dell'abito                                           |            |
| ufficiali di maggiorità                                 | panno scarlatto                                             | —                                                           | —                                                           | —                                                           | —                                                           | —                                                           | —                                                           | —                                                           | —                                                           | —                                                           | —                                                           |            |
| ufficiali medici                                        | panno cilestrino o anche turchino chiaro o celeste metilene | panno cilestrino o anche turchino chiaro o celeste metilene | panno cilestrino o anche turchino chiaro o celeste metilene | panno cilestrino o anche turchino chiaro o celeste metilene | panno cilestrino o anche turchino chiaro o celeste metilene | panno cilestrino o anche turchino chiaro o celeste metilene | panno cilestrino o anche turchino chiaro o celeste metilene | panno cilestrino o anche turchino chiaro o celeste metilene | panno cilestrino o anche turchino chiaro o celeste metilene | panno cilestrino o anche turchino chiaro o celeste metilene | panno cilestrino o anche turchino chiaro o celeste metilene |            |
| ufficiali farmacisti                                    | panno verde o anche verde malachite                         | panno verde o anche verde malachite                         | panno verde o anche verde malachite                         | panno verde o anche verde malachite                         | panno verde o anche verde malachite                         | panno verde o anche verde malachite                         | panno verde o anche verde malachite                         | panno verde o anche verde malachite                         | panno verde o anche verde malachite                         | panno verde o anche verde malachite                         | panno verde o anche verde malachite                         |            |
| ufficiali macchinisti                                   | velluto nero                                                | velluto nero                                                | velluto nero                                                | velluto nero                                                | velluto nero                                                | velluto nero                                                | velluto nero                                                | velluto nero                                                | panno rosso scuro (fegato)                                  | panno rosso scuro (fegato)                                  | velluto rosso scuro (fegato)                                |            |
| ufficiali del Genio Navale                              | velluto cremisi                                             | velluto cremisi                                             | velluto cremisi                                             | velluto cremisi                                             | velluto cremisi                                             | velluto cremisi                                             | velluto cremisi                                             | velluto cremisi                                             | velluto rosso scuro (fegato)                                | velluto rosso scuro (fegato)                                | velluto rosso scuro (fegato)                                |            |
| ufficiali di arsenale                                   | panno grigio                                                | panno grigio                                                | —                                                           | —                                                           | —                                                           | —                                                           | —                                                           | —                                                           | —                                                           | —                                                           | —                                                           |            |
| ufficiali del Commissariato                             | panno rosso cremisino                                       | panno rosso cremisino                                       | panno rosso cremisino                                       | panno rosso cremisino                                       | panno rosso cremisino                                       | panno rosso cremisino                                       | panno rosso cremisino                                       | panno rosso cremisino                                       | panno rosso porpora                                         | panno rosso porpora                                         | panno rosso porpora                                         |            |
| contabili di magazzino ruolo del Corpo di Commissariato | velluto violaceo                                            | velluto violaceo                                            | —                                                           | —                                                           | —                                                           | —                                                           | —                                                           | —                                                           | —                                                           | —                                                           | —                                                           |            |
| ufficiali delle Capitanerie di Porto                    | —                                                           | —                                                           | —                                                           | —                                                           | —                                                           | panno grigio-verde                                          | panno grigio-verde                                          | panno grigio-verde                                          | panno grigio-verde                                          | panno grigio-verde                                          | panno grigio-verde                                          |            |
| ufficiali cappellani                                    | Non vestono l'uniforme                                      | Non vestono l'uniforme                                      | —                                                           | Non vestono l'uniforme                                      | Non vestono l'uniforme                                      | —                                                           | seta viola                                                  | seta viola                                                  | seta viola                                                  | seta viola                                                  | seta viola                                                  | seta viola |
| ufficiali delle Armi Navali                             | —                                                           | —                                                           | —                                                           | —                                                           | —                                                           | —                                                           | panno bianco                                                | panno nero                                                  | panno nero                                                  | panno marrone                                               | panno marrone                                               |            |
| C.R.E. C.R.E.M. (dal 1926)                              | velluto nero                                                | velluto nero                                                | velluto nero                                                | velluto nero                                                | velluto nero                                                | velluto nero                                                | velluto nero                                                | velluto nero                                                | velluto nero                                                | velluto nero                                                | velluto nero                                                |            |
| fanteria di Marina                                      | uniforme di foggia differente                               | uniforme di foggia differente                               | —                                                           | —                                                           | —                                                           | —                                                           | —                                                           | —                                                           | —                                                           | —                                                           | —                                                           |            |

Dal 1904 venne introdotta, per tutti i corpi della Regia Marina distinti da quello degli ufficiali di vascello, le denominazioni di grado in uso nel Regio Esercito.
Gli ufficiali ed i capi di 1ª e 2ª classe portavano il distintivo sul paramano di giacche e cappotti. L'album delle divise del 1903 riporta una distanza di 6 mm tra i galloni, distanza poi modificata a 4 mm dal foglio d'ordini del 14 gennaio 1926.
Inizialmente i binari avevano un'altezza di 8 mm, mentre i doppi binari di 16 mm. La distanza tra di loro era di 5 mm, poi aumentata a 6 mm nel 1903 ed infine ridotta a 4 mm nel 1919 per la piccola divisa invernale e nel 1926 per tutte le divise.

### Ammiragli

#### Dal 1861 al 1923
Il grado di medico ispettore del Corpo Sanitario venne istituito nel 1875 ed era equiparato a quello di contrammiraglio.
Il grado di ispettore del Corpo di Commissariato venne istituito nel 1887 ed era equiparato a quello di contrammiraglio.
Il giro di bitta venne adottato nel 1878:
Per gli Uffiziali dello Stato Maggiore Generale della R. Marina, l'unico giro distintivo, o quello superiore, deve formare nel lato esterno dell'avambraccio, un occhio il cui diametro internamente sarà di mm 30.»
(Regio decreto del 21 aprile 1878)
Le denominazione dei gradi dei corpi tecnici venne variata nel 1904, utilizzando la mediesima prevista per il Regio Esercito, passando quindi il grado di ispettore generale a tenente generale e quello di ispettore a maggiore generale.
A seguito del decreto luogotenenziale nº 1193 dell'11 agosto 1918, venne istituito il grado di sottoammiraglio, intermedio tra contrammiraglio e capitano di vascello, ed il corrispondente brigadiere generale per i corpi tecnici, da intendersi in vigore fino a sei mesi dopo la cessazione delle ostilità. I distintivi di grado vennero definiti dal foglio d'ordini del 5 settembre 1918:
1. Con la divisa di gala e gran divisa
  1. Sottoammiragli - sulle maniche al disopra della greca sarà portato un tratto di gallone d'oro girato ad occhio, i cui lembi estremi debbono corrispondere alle fiammelle del ricamo centrale.
  2. Brigadieri Generali - la sola greca sulle maniche.
2. Con la divisa ordinaria
Gli stessi distintivi sulle maniche e la sola greca sul berretto.
3. Con la piccola divisa
La sola greca sul berretto e le controspalline di trina d'oro come per i Contrammiragli e per i Maggiori Generali, col rispettivo controbordo di panno colorato, senza stellette.

La gerarchia degli ufficiali ammiragli prevedeva perciò i seguenti gradi fino al 1923:
| Ufficiali di vascello               | Ufficiali di vascello                                          | Ufficiali di vascello                            | Ufficiali di vascello                 | Ufficiali di altri ruoli e corpi                      | Ufficiali di altri ruoli e corpi                   | Ufficiali di altri ruoli e corpi                            | Ufficiali di altri ruoli e corpi              | Ufficiali di altri ruoli e corpi                   | Ufficiali di altri ruoli e corpi                           |
| Grado                               | Distintivo dal 1861 al 1878                                    | Distintivo dal 1878 al 1918                      | Distintivo dal 1918 al 1923           | Ufficiali del Corpo del Genio Navale                  | Ufficiali macchinisti                              | Ufficiali specialisti per le armi navali (dal 1918 al 1919) | Ufficiali del Corpo Sanitario                 | Ufficiali del Corpo del Commissariato              | Distintivo (sottopannatura rossa a titolo esemplificativo) |
| Grado                               | Distintivo dal 1861 al 1878                                    | Distintivo dal 1878 al 1918                      | Distintivo dal 1918 al 1923           | Grado equivalente                                     | Grado equivalente                                  | Grado equivalente                                           | Grado equivalente                             | Grado equivalente                                  | Distintivo (sottopannatura rossa a titolo esemplificativo) |
| ----------------------------------- | -------------------------------------------------------------- | ------------------------------------------------ | ------------------------------------- | ----------------------------------------------------- | -------------------------------------------------- | ----------------------------------------------------------- | --------------------------------------------- | -------------------------------------------------- | ---------------------------------------------------------- |
| ammiraglio                          |                                                                |                                                  |                                       | —                                                     | —                                                  | —                                                           | —                                             | —                                                  | —                                                          |
| vice ammiraglio                     |                                                                |                                                  |                                       | — (dal 1861 al 1878)                                  | — (dal 1861 al 1913)                               | — (dal 1861 al 1918)                                        | — (dal 1861 al 1875)                          | — (dal 1861 al 1875)                               | —                                                          |
| vice ammiraglio                     | ispettore generale delle costruzioni navali (dal 1878 al 1904) | medico ispettore generale (dal 1875 al 1904)     | ispettore generale (dal 1875 al 1904) |                                                       | — (dal 1861 al 1913)                               | — (dal 1861 al 1918)                                        |                                               |                                                    |                                                            |
| vice ammiraglio                     | tenente generale (dal 1904 al 1923)                            | tenente generale macchinista (dal 1913 al 1923)  | tenente generale (dal 1918 al 1919)   | tenente generale medico (dal 1904 al 1923)            | tenente generale commissario (dal 1904 al 1923)    |                                                             |                                               |                                                    |                                                            |
| contrammiraglio o contro ammiraglio |                                                                |                                                  |                                       | ispettore delle costruzioni navali (dal 1861 al 1904) | — (dal 1861 al 1897)                               | — (dal 1861 al 1918)                                        | — (dal 1861 al 1875)                          | — (dal 1861 al 1887)                               |                                                            |
| contrammiraglio o contro ammiraglio | macchinista ispettore (dal 1897 al 1904)                       | medico ispettore (dal 1875 al 1904)              | ispettore (dal 1887 al 1904)          | ispettore delle costruzioni navali (dal 1861 al 1904) |                                                    | — (dal 1861 al 1918)                                        |                                               |                                                    |                                                            |
| contrammiraglio o contro ammiraglio | maggiore generale (dal 1904 al 1923)                           | maggiore generale macchinista (dal 1904 al 1923) | maggiore generale (dal 1918 al 1919)  | maggiore generale medico (dal 1904 al 1923)           | maggiore generale commissario (dal 1904 al 1923)   |                                                             |                                               |                                                    |                                                            |
| sotto ammiraglio                    | —                                                              | —                                                |                                       | brigadiere generale (dal 1918 al 1923)                | brigadiere generale macchinista (dal 1918 al 1923) | brigadiere generale (dal 1918 al 1919)                      | brigadiere generale medico (dal 1918 al 1923) | brigadiere generale commissario (dal 1918 al 1923) |                                                            |

#### Dal 1923 al 1926
I gradi degli ammiragli vennero modificati assieme agli altri vertici delle forze armate del Regno con il regio decreto nº 2395 dell'11 novembre 1923, «Ordinamento gerarchico dell'Amministrazione dello Stato». Diventano quindi:
| Ufficiali di vascello          | Ufficiali di vascello       | Ufficiali di altri ruoli e corpi            | Ufficiali di altri ruoli e corpi | Ufficiali di altri ruoli e corpi | Ufficiali di altri ruoli e corpi      | Ufficiali di altri ruoli e corpi               | Ufficiali di altri ruoli e corpi                           |
| Grado                          | Distintivo dal 1923 al 1926 | Ufficiali del Corpo del Genio Navale        | Ufficiali macchinisti            | Ufficiali del Corpo Sanitario    | Ufficiali del Corpo del Commissariato | Ufficiali del Corpo delle capitanerie di porto | Distintivo (sottopannatura rossa a titolo esemplificativo) |
| Grado                          | Distintivo dal 1923 al 1926 | Grado equivalente                           | Grado equivalente                | Grado equivalente                | Grado equivalente                     | Grado equivalente                              | Distintivo (sottopannatura rossa a titolo esemplificativo) |
| ------------------------------ | --------------------------- | ------------------------------------------- | -------------------------------- | -------------------------------- | ------------------------------------- | ---------------------------------------------- | ---------------------------------------------------------- |
| ammiraglio (solo fuori quadro) |                             | —                                           | —                                | —                                | —                                     | —                                              | —                                                          |
| vice ammiraglio di armata      |                             | —                                           | —                                | —                                | —                                     | —                                              | —                                                          |
| vice ammiraglio di squadra     |                             | generale ispettore delle costruzioni navali | generale ispettore macchinista   | generale ispettore medico        | generale ispettore commissario        | generale ispettore di porto                    |                                                            |
| contrammiraglio di divisione   |                             | tenente generale delle costruzioni navali   | tenente generale macchinista     | tenente generale medico          | tenente generale commissario          | tenente generale di porto                      |                                                            |
| contrammiraglio                |                             | maggiore generale delle costruzioni navali  | maggiore generale macchinista    | maggiore generale medico         | maggiore generale commissario         | maggiore generale di porto                     |                                                            |

nel 1924 venne inoltre istituito il grado di grande ammiraglio.

#### Dal 1926 al 1946
Nel 1926, le denominazioni degli ammiragli vennero ulteriormente sostituite da: grande ammiraglio, ammiraglio d'armata, ammiraglio di squadra, ammiraglio di divisione, contrammiraglio.
La carica di ammiraglio di squadra designato d'armata venne istituita nel 1932, con distintivo, insegna ed onori uguali a quelli degli ammiragli d'armata. I dettagli del grado vennero meglio precisati nel 1942.
I distintivi di grado degli ammiragli d'armata furono successivamente modificati nel 1934 che divennero corrispondenti ad un giro di bitta, due binari ed una greca.
| Ufficiali di vascello                    | Ufficiali di vascello       | Ufficiali di vascello       | Ufficiali di vascello       | Ufficiali di altri ruoli e corpi     | Ufficiali di altri ruoli e corpi | Ufficiali di altri ruoli e corpi                               | Ufficiali di altri ruoli e corpi | Ufficiali di altri ruoli e corpi      | Ufficiali di altri ruoli e corpi               | Ufficiali di altri ruoli e corpi                | Ufficiali di altri ruoli e corpi                |
| Grado                                    | Distintivo dal 1926 al 1932 | Distintivo dal 1932 al 1934 | Distintivo dal 1934 al 1946 | Ufficiali del Corpo del Genio Navale | Ufficiali macchinisti            | Ufficiali del Corpo per le Armi Navali (poi delle Armi Navali) | Ufficiali del Corpo Sanitario    | Ufficiali del Corpo del Commissariato | Ufficiali del Corpo delle capitanerie di porto | Distintivo dal 1926 al 1938                     | Distintivo dal 1938 al 1946                     |
| Grado                                    | Distintivo dal 1926 al 1932 | Distintivo dal 1932 al 1934 | Distintivo dal 1934 al 1946 | Grado equivalente                    | Grado equivalente                | Grado equivalente                                              | Grado equivalente                | Grado equivalente                     | Grado equivalente                              | (sottopannatura rossa a titolo esemplificativo) | (sottopannatura rossa a titolo esemplificativo) |
| ---------------------------------------- | --------------------------- | --------------------------- | --------------------------- | ------------------------------------ | -------------------------------- | -------------------------------------------------------------- | -------------------------------- | ------------------------------------- | ---------------------------------------------- | ----------------------------------------------- | ----------------------------------------------- |
| grande ammiraglio (titolo onorifico)     |                             |                             |                             | —                                    | —                                | —                                                              | —                                | —                                     | —                                              | —                                               | —                                               |
| ammiraglio                               |                             |                             | —                           | —                                    | —                                | —                                                              | —                                | —                                     | —                                              | —                                               | —                                               |
| ammiraglio d'armata                      |                             |                             |                             | —                                    | —                                | —                                                              | —                                | —                                     | —                                              | —                                               | —                                               |
| ammiraglio di squadra designato d'armata | —                           |                             |                             | —                                    | —                                | —                                                              | —                                | —                                     | —                                              | —                                               | —                                               |
| ammiraglio di squadra                    |                             |                             |                             | generale ispettore                   | generale ispettore               | generale ispettore                                             | generale ispettore               | generale ispettore                    | generale ispettore                             |                                                 |                                                 |
| ammiraglio di divisione                  |                             |                             |                             | tenente generale                     | tenente generale                 | tenente generale                                               | tenente generale                 | tenente generale                      | tenente generale                               |                                                 |                                                 |
| contrammiraglio                          |                             |                             |                             | maggiore generale                    | maggiore generale                | maggiore generale                                              | maggiore generale                | maggiore generale                     | maggiore generale                              |                                                 |                                                 |

### Ufficiali

#### Dal 1861 al 1868
La denominazione dei gradi degli ufficiali e degli assimilati era differente a seconda del corpo di appartenenza. Gli ufficiali portavano inizialmente, sul paramano dell'uniforme di gala, della piccola tenuta o della divisa ordinaria, semplici binari (descritti come righe) alti 8 mm o doppi binari alti 16 mm, distanziati di 5 mm, a giro completo della manica. Differentemente sulla gran tenuta, sia estiva che invernale, erano previste ancore per gli ufficiali e sottufficiali o bottoni per la truppa.
Il grado di capitano in 2ª di vascello fu sostituito da quello di capitano di corvetta nel 1856.
Gli ufficiali del Corpo Reale Equipaggi Marittimi dal 1888, anno di istituzione del Corpo, indossavano, al di sopra dei distintivi di grado sulle maniche, anche il distintivo di categoria. Dal 1932 invece gli ufficiali del Corpo vennero suddivisi in servizi, anziché in categorie:
- Servizio Nautico
- Servizio Tecnico
- Servizio Macchine
- Servizio Contabile

e perciò da quell'anno si iniziarono ad indossare i distintivi di servizio.
La fanteria di Marina indossava distintivi di grado in tutto simili a quelli stabiliti per l'Esercito, con la differenza che sono in oro.
| Stato Maggiore Generale               | Stato Maggiore Generale             | Stato Maggiore Generale             | Stato Maggiore Generale                                                | Stato Maggiore Generale          | Stato Maggiore Generale                                     | Stato Maggiore Generale        | Stato Maggiore Generale                                       | Corpo Reale Equipaggi          | Corpo del Genio Navale (militare dal 1866) | Corpo Sanitario (militare dal 1875)          | Corpo Sanitario (militare dal 1875) | Corpo di Commissariato Generale (militare dal 1875) | Corpo di Commissariato Generale (militare dal 1875) | Distintivo (sottopannatura rossa a titolo esemplificativo) | Corpo di Fanteria della Real Marina | Corpo di Fanteria della Real Marina |
| Ufficiali di vascello                 | Ufficiali di vascello               | Ufficiali piloti (aboliti nel 1866) | Capi macchinisti poi Ufficiali macchinisti                             | Ufficiali d'Arsenale             | Ufficiali dello Stato Maggiore dei Porti (abolito nel 1865) | Ufficiali di maggiorità        | Cappellani (non equiparati)                                   | Corpo Reale Equipaggi          | Corpo del Genio Navale (militare dal 1866) | Medici                                       | Farmacisti                          | Funzionari di Commissariato                         | Contabili di magazzino                              | Distintivo (sottopannatura rossa a titolo esemplificativo) | Corpo di Fanteria della Real Marina | Corpo di Fanteria della Real Marina |
| Grado                                 | Distintivo                          | Grado o livello corrispondente      | Grado o livello corrispondente                                         | Grado o livello corrispondente   | Grado o livello corrispondente                              | Grado o livello corrispondente | Grado o livello corrispondente                                | Grado o livello corrispondente | Grado o livello corrispondente             | Grado o livello corrispondente               | Grado o livello corrispondente      | Grado o livello corrispondente                      | Grado o livello corrispondente                      | Distintivo (sottopannatura rossa a titolo esemplificativo) | Grado                               | Distintivo                          |
| ------------------------------------- | ----------------------------------- | ----------------------------------- | ---------------------------------------------------------------------- | -------------------------------- | ----------------------------------------------------------- | ------------------------------ | ------------------------------------------------------------- | ------------------------------ | ------------------------------------------ | -------------------------------------------- | ----------------------------------- | --------------------------------------------------- | --------------------------------------------------- | ---------------------------------------------------------- | ----------------------------------- | ----------------------------------- |
| capitano di vascello di 1ª classe     |                                     | —                                   | —                                                                      | —                                | —                                                           | colonnello                     | Cappellano di 1ª classeCappellano di 2ª classe (fino al 1967) | —                              | direttore delle costruzioni                | medico ispettore generale (dal 1862 al 1875) | —                                   | commissario capo                                    | —                                                   |                                                            | colonnello                          |                                     |
| capitano di vascello di 2ª classe     | medico ispettore (dal 1862 al 1875) | —                                   | —                                                                      | —                                | —                                                           | colonnello                     | Cappellano di 1ª classeCappellano di 2ª classe (fino al 1967) | —                              | direttore delle costruzioni                |                                              | —                                   | commissario capo                                    | —                                                   |                                                            | colonnello                          |                                     |
| capitano di fregata di 1ª classe      |                                     | —                                   | —                                                                      | —                                | —                                                           | tenente colonnello             | Cappellano di 1ª classeCappellano di 2ª classe (fino al 1967) | —                              | ingegnere di 1ª classe                     | medico capo di dipartimento                  | —                                   | commissario di 1ª classe                            | contabile principale                                |                                                            | tenente colonnello                  |                                     |
| capitano di fregata di 2ª classe      | ingegnere di 2ª classe              | —                                   | —                                                                      | —                                | —                                                           | tenente colonnello             | Cappellano di 1ª classeCappellano di 2ª classe (fino al 1967) | —                              | medico di vascello                         | commissario di 2ª classe                     | —                                   |                                                     | contabile principale                                |                                                            | tenente colonnello                  |                                     |
| —                                     | —                                   | —                                   | — poi capo meccanico (dal 1862)                                        | maggiore d'artiglieria           | maggiore                                                    | maggiore                       | Cappellano di 1ª classeCappellano di 2ª classe (fino al 1967) | —                              | —                                          | —                                            | —                                   | —                                                   | ?                                                   |                                                            | maggiore                            |                                     |
| luogotenente di vascello di 1ª classe |                                     | pilota di 1ª classe                 | capo macchinista poi meccanico di 1ª e 2ª classe (dal 1862)            | capitano d'arsenale di 1ª classe | capitano di 1ª classe                                       | capitano di 1ª classe          | Cappellano di 1ª classeCappellano di 2ª classe (fino al 1967) | —                              | sottoingegnere di 1ª classe                | medico di fregata di 1ª classe               | farmacista capo di 1ª classe        | sotto commissario effettivo                         | ?                                                   |                                                            | capitano di 1ª classe               |                                     |
| luogotenente di vascello di 2ª classe | capitano d'arsenale di 2ª classe    | pilota di 1ª classe                 | capo macchinista poi meccanico di 1ª e 2ª classe (dal 1862)            | capitano di 2ª classe            | capitano di 2ª classe                                       | sottoingegnere di 2ª classe    | Cappellano di 1ª classeCappellano di 2ª classe (fino al 1967) | —                              | medico di fregata di 2ª classe             | farmacista capo di 2ª classe                 | capitano di 2ª classe               | sotto commissario effettivo                         | ?                                                   |                                                            |                                     |                                     |
| sottotenente di vascello              |                                     | pilota di 2ª classe                 | primo macchinista di 1ª classe poi primo capo macchinista (dal 1862)   | luogotenente d'arsenale          | luogotenente                                                | luogotenente                   | Cappellano di 1ª classeCappellano di 2ª classe (fino al 1967) | —                              | sottoingegnere di 3ª classe                | medico di corvetta di 1ª classe (dal 1862)   | farmacista di 1ª classe             | sotto commissario aggiunto                          | ?                                                   |                                                            | luogotenente                        |                                     |
| guardiamarina di 1ª classe            |                                     | pilota di 3ª classe                 | primo macchinista di 2ª classe poi secondo capo macchinista (dal 1862) | sottotenente d'arsenale          | sottotenente                                                | sottotenente                   | Cappellano di 1ª classeCappellano di 2ª classe (fino al 1967) | —                              | allievo ingegnere                          | medico di corvetta di 2ª classe (dal 1862)   | farmacista di 2ª classe             | scrivano                                            | ?                                                   |                                                            | sottotenente                        |                                     |

#### Dal 1868 al 1878
Il Corpo dello Stato Maggiore dei Porti venne abolito nel 1865, assieme a quello degli impiegati dell'amministrazione della Marina Mercantile. I due corpi vennero quindi sostituiti con il nuovo Corpo delle Capitanerie di Porto, costituito da impiegati civili.
Il Genio Navale venne trasformato in corpo militare nel 1866.
Il ruolo dei piloti venne soppresso con regio decreto del 2 dicembre 1866 e gli ufficiali inquadrati fra gli ufficiali di vascello. Nel 1868 i gradi degli ufficiali vennero ulteriormente modificati.
Il Corpo di Commissariato venne trasformato in corpo militare nel 1875 (diventerà definitivamente corpo di ufficiali della Marina nel 1876), così come quello Sanitario.
Nel 1876 il ruolo degli ufficiali di maggiorità venne soppresso e gli ufficiali inquadrati nel Corpo di Commissariato.
| Stato Maggiore Generale               | Stato Maggiore Generale             | Stato Maggiore Generale        | Stato Maggiore Generale          | Stato Maggiore Generale                                                 | Stato Maggiore Generale        | Corpo Reale Equipaggi          | Corpo del Genio Navale                                                                | Corpo Sanitario (militare dal 1875)                                                   | Corpo Sanitario (militare dal 1875)                                                   | Corpo Sanitario (militare dal 1875) | Corpo di Commissariato Generale (militare dal 1875) | Corpo di Commissariato Generale (militare dal 1875) | Distintivo (sottopannatura rossa a titolo esemplificativo) | Corpo di Fanteria della Real Marina | Corpo di Fanteria della Real Marina |
| Ufficiali di vascello                 | Ufficiali di vascello               | Ufficiali macchinisti          | Ufficiali d'arsenale             | Ufficiali di maggiorità (dal 1876 assorbiti dal Corpo di Commissariato) | Cappellani (non equiparati)    | Corpo Reale Equipaggi          | Corpo del Genio Navale                                                                | Medici                                                                                | Medici                                                                                | Farmacisti                          | Funzionari di Commissariato                         | Contabili di magazzino                              | Distintivo (sottopannatura rossa a titolo esemplificativo) | Corpo di Fanteria della Real Marina | Corpo di Fanteria della Real Marina |
| Grado                                 | Distintivo                          | Grado o livello corrispondente | Grado o livello corrispondente   | Grado o livello corrispondente                                          | Grado o livello corrispondente | Grado o livello corrispondente | Grado o livello corrispondente                                                        | Grado o livello corrispondente                                                        | Grado o livello corrispondente                                                        | Grado o livello corrispondente      | Grado o livello corrispondente                      | Grado                                               | Distintivo (sottopannatura rossa a titolo esemplificativo) | Distintivo                          |                                     |
| ------------------------------------- | ----------------------------------- | ------------------------------ | -------------------------------- | ----------------------------------------------------------------------- | ------------------------------ | ------------------------------ | ------------------------------------------------------------------------------------- | ------------------------------------------------------------------------------------- | ------------------------------------------------------------------------------------- | ----------------------------------- | --------------------------------------------------- | --------------------------------------------------- | ---------------------------------------------------------- | ----------------------------------- | ----------------------------------- |
| capitano di vascello di 1ª classe     |                                     | —                              | —                                | colonnello                                                              | Cappellano di 1ª classe        | —                              | direttore delle costruzioni                                                           | medico ispettore generale (dal 1862 al 1875)                                          | colonnello medico (dal 1876)                                                          | —                                   | commissario capo                                    | —                                                   |                                                            | colonnello                          |                                     |
| capitano di vascello di 2ª classe     | medico ispettore (dal 1862 al 1875) | —                              | —                                | colonnello                                                              | Cappellano di 1ª classe        | —                              | direttore delle costruzioni                                                           |                                                                                       | colonnello medico (dal 1876)                                                          | —                                   | commissario capo                                    | —                                                   |                                                            | colonnello                          |                                     |
| capitano di fregata di 1ª classe      |                                     | —                              | —                                | tenente colonnello                                                      | Cappellano di 1ª classe        | —                              | ingegnere di 1ª classe                                                                | medico capo di dipartimento                                                           | tenente colonnello medico (dal 1876)                                                  | —                                   | commissario di 1ª classe                            | —                                                   |                                                            | tenente colonnello                  |                                     |
| capitano di fregata di 2ª classe      | ingegnere di 2ª classe              | —                              | —                                | tenente colonnello                                                      | Cappellano di 1ª classe        | —                              | medico di vascello (fino al 1876)                                                     | commissario di 2ª classe                                                              | tenente colonnello medico (dal 1876)                                                  | —                                   |                                                     | —                                                   |                                                            | tenente colonnello                  |                                     |
| —                                     | —                                   | capo macchinista principale    | maggiore d'artiglieria           | maggiore                                                                | Cappellano di 1ª classe        | —                              | —                                                                                     | — (fino al 1876) maggiore medico (dal 1876)                                           | — (fino al 1876) maggiore medico (dal 1876)                                           | farmacista capo di 1ª classe        | —                                                   | contabile principale                                |                                                            | maggiore                            |                                     |
| luogotenente di vascello di 1ª classe |                                     | capo macchinista di 1ª classe  | capitano d'arsenale di 1ª classe | capitano                                                                | Cappellano di 1ª classe        | —                              | sottoingegnere di 1ª classe                                                           | medico di fregata di 1ª classe (fino al 1876) capitano medico di 1ª classe (dal 1876) | medico di fregata di 1ª classe (fino al 1876) capitano medico di 1ª classe (dal 1876) | farmacista capo di 2ª classe        | sotto commissario effettivo                         | ?                                                   |                                                            | capitano                            |                                     |
| luogotenente di vascello di 2ª classe | capitano d'arsenale di 2ª classe    | capo macchinista di 1ª classe  | sottoingegnere di 2ª classe      | capitano                                                                | Cappellano di 1ª classe        | —                              | medico di fregata di 2ª classe (fino al 1876) capitano medico di 2ª classe (dal 1876) | medico di fregata di 2ª classe (fino al 1876) capitano medico di 2ª classe (dal 1876) | farmacista di 1ª classe                                                               |                                     | sotto commissario effettivo                         | ?                                                   |                                                            | capitano                            |                                     |
| sottotenente di vascello              |                                     | capo macchinista di 2ª classe  | luogotenente d'arsenale          | luogotenente                                                            | Cappellano di 1ª classe        | —                              | sottoingegnere di 3ª classe                                                           | medico di corvetta di 1ª classe (fino al 1876) tenente medico di 1ª classe (dal 1876) | medico di corvetta di 1ª classe (fino al 1876) tenente medico di 1ª classe (dal 1876) | farmacista di 2ª classe             | sotto commissario aggiunto                          | ?                                                   |                                                            | luogotenente                        |                                     |
| guardiamarina di 1ª classe            |                                     | capo macchinista di 3ª classe  | sottotenente d'arsenale          | sottotenente                                                            | Cappellano di 1ª classe        | —                              | allievo ingegnere                                                                     | medico di corvetta di 2ª classe (fino al 1876) tenente medico di 2ª classe (dal 1876) | medico di corvetta di 2ª classe (fino al 1876) tenente medico di 2ª classe (dal 1876) | farmacista di 3ª classe             | scrivano                                            | ?                                                   |                                                            | sottotenente                        |                                     |

#### Dal 1878 al 1904
Il Corpo dei contabili di magazzino, corpo ausiliario del Corpo di Commissariato, diventò civile nel riordinamento del 1878. Inoltre, sempre nel 1878, venne istituito il grado di capitano di corvetta, soppresso con l'unificazione italiana, ed abolita la divisione in due classi del gradi di capitano di fregata.
Nel 1882 venne istituita l'uniforme bianca, inizialmente solo per le zone a clima torrido, mentre dal 1895 come uniforme estiva a bordo. I distintivi di grado erano portati sulle maniche ed erano in tela blu, mentre dal 1890 in cotone giallo, dal 1895 turchino. Nel 1896 i distintivi vennero spostati su controspalline ed erano formati da bottoni dorati:
- per gli ufficiali ammiragli bottoni grandi da cappotto,
- per gli ufficiali superiori bottoni medi da abito,
- per gli ufficiali inferiori bottoni piccoli da panciotto,
- per i capi di 1ª classe un binario turchino.

I bottoni erano uno, due o tre a seconda del grado, mentre il restante personale continuava ad utilizzare i distintivi in cotone turchino sulle maniche.
Finalmente nel 1902, su tutti gli spencer, vennero adottate per le controspalline degli ufficiali le stellette ad otto punte.
| Stato Maggiore Generale  | Stato Maggiore Generale | Corpo Reale Equipaggi          | Corpo del Genio Navale           | Corpo del Genio Navale                                             | Corpo Sanitario                | Corpo di Commissariato Generale | Distintivo (sottopannatura rossa a titolo esemplificativo) |
| Ufficiali di vascello    | Ufficiali di vascello   | Corpo Reale Equipaggi          | Ufficiali del Genio              | Capi macchinisti                                                   | Corpo Sanitario                | Corpo di Commissariato Generale | Distintivo (sottopannatura rossa a titolo esemplificativo) |
| Grado                    | Distintivo              | Grado o livello corrispondente | Grado o livello corrispondente   | Grado o livello corrispondente                                     | Grado o livello corrispondente | Grado o livello corrispondente  | Distintivo (sottopannatura rossa a titolo esemplificativo) |
| ------------------------ | ----------------------- | ------------------------------ | -------------------------------- | ------------------------------------------------------------------ | ------------------------------ | ------------------------------- | ---------------------------------------------------------- |
| capitano di vascello     |                         | —                              | direttore delle costruzioni      | capo macchinista direttore (della macchina)                        | colonnello medico              | commissario capo                |                                                            |
| capitano di fregata      |                         | —                              | ingegnere di 1ª e 2ª classe      | capo macchinista principale ingegnere capo di 1ª classe (dal 1881) | tenente colonnello medico      | commissario di 1ª e 2ª classe   |                                                            |
| capitano di corvetta     |                         | —                              | —                                | capo macchinista principale                                        | maggiore medico                | —                               |                                                            |
| luogotenente di vascello |                         | capitano (dal 1888)            | sottoingegnere di 1ª e 2ª classe | capo macchinista di 1ª classe                                      | capitano medico                | sotto commissario effettivo     |                                                            |
| sottotenente di vascello |                         | tenente (dal 1888)             | sottoingegnere di 3ª classe      | capo macchinista di 2ª classe                                      | tenente medico di 1ª classe    | sotto commissario aggiunto      |                                                            |
| guardiamarina            |                         | sottotenente (dal 1888)        | allievo ingegnere                | capo macchinista di 3ª classe                                      | tenente medico di 2ª classe    | scrivano                        |                                                            |

#### Dal 1904 al 1913
Nel 1904 agli ufficiali dei corpi tecnici furono attribuite le denominazioni di grado in uso nel Regio Esercito.
| Stato Maggiore Generale  | Stato Maggiore Generale | Corpo Reale Equipaggi          | Corpo del Genio Navale         | Corpo del Genio Navale         | Corpo Sanitario                | Corpo di Commissariato Generale | Distintivo (sottopannatura rossa a titolo esemplificativo) |
| Ufficiali di vascello    | Ufficiali di vascello   | Corpo Reale Equipaggi          | Ufficiali del Genio            | Capi macchinisti               | Corpo Sanitario                | Corpo di Commissariato Generale | Distintivo (sottopannatura rossa a titolo esemplificativo) |
| Grado                    | Distintivo              | Grado o livello corrispondente | Grado o livello corrispondente | Grado o livello corrispondente | Grado o livello corrispondente | Grado o livello corrispondente  | Distintivo (sottopannatura rossa a titolo esemplificativo) |
| ------------------------ | ----------------------- | ------------------------------ | ------------------------------ | ------------------------------ | ------------------------------ | ------------------------------- | ---------------------------------------------------------- |
| capitano di vascello     |                         | —                              | colonnello                     | colonnello                     | colonnello                     | colonnello                      |                                                            |
| capitano di fregata      |                         | —                              | tenente colonnello             | tenente colonnello             | tenente colonnello             | tenente colonnello              |                                                            |
| capitano di corvetta     |                         | —                              | maggiore                       | maggiore                       | maggiore                       | maggiore                        |                                                            |
| tenente di vascello      |                         | capitano                       | capitano                       | capitano                       | capitano                       | capitano                        |                                                            |
| sottotenente di vascello |                         | tenente                        | tenente                        | tenente                        | tenente                        | tenente                         |                                                            |
| guardiamarina            |                         | sottotenente                   | sottotenente                   | sottotenente                   | sottotenente                   | sottotenente                    |                                                            |

#### Dal 1913 al 1926
Nel 1913 gli ufficiali macchinisti tornano nuovamente al Corpo di Stato Maggiore come ufficiali per la direzione delle macchine.
Le stellette sulle controspalline passano da otto a cinque punte nel gennaio 1917.
Il Corpo delle capitanerie di porto dal 1923 diviene un Corpo della Regia Marina.
Nel 1915 venne istituita la qualifica di primo capitano e primo tenente di vascello per gli ufficiali che permanevano nel grado più di 12 anni oppure raggiungevano 20 anni di anzianità come ufficiale. Successivamente modificato nel 1919 e nel 1920.
| Stato Maggiore Generale  | Stato Maggiore Generale | Stato Maggiore Generale                   | Corpo Reale Equipaggi          | Corpo del Genio Navale         | Corpo Sanitario                | Corpo di Commissariato Generale | Corpo delle capitanerie di porto (dal 1923) | Ruolo unico dei cappellani della R. Marina (dal 1923) | Distintivo (sottopannatura rossa a titolo esemplificativo) |
| Ufficiali di vascello    | Ufficiali di vascello   | Ufficiali per la direzione delle macchine | Corpo Reale Equipaggi          | Ufficiali del Genio            | Corpo Sanitario                | Corpo di Commissariato Generale | Corpo delle capitanerie di porto (dal 1923) | Ruolo unico dei cappellani della R. Marina (dal 1923) | Distintivo (sottopannatura rossa a titolo esemplificativo) |
| Grado                    | Distintivo              | Grado o livello corrispondente            | Grado o livello corrispondente | Grado o livello corrispondente | Grado o livello corrispondente | Grado o livello corrispondente  | Grado o livello corrispondente              | Grado o livello corrispondente                        | Distintivo (sottopannatura rossa a titolo esemplificativo) |
| ------------------------ | ----------------------- | ----------------------------------------- | ------------------------------ | ------------------------------ | ------------------------------ | ------------------------------- | ------------------------------------------- | ----------------------------------------------------- | ---------------------------------------------------------- |
| capitano di vascello     |                         | colonnello                                | —                              | colonnello                     | colonnello                     | colonnello                      | colonnello                                  | —                                                     |                                                            |
| capitano di fregata      |                         | tenente colonnello                        | —                              | tenente colonnello             | tenente colonnello             | tenente colonnello              | tenente colonnello                          | —                                                     |                                                            |
| capitano di corvetta     |                         | maggiore                                  | —                              | maggiore                       | maggiore                       | maggiore                        | maggiore                                    | —                                                     |                                                            |
| tenente di vascello      |                         | capitano                                  | capitano                       | capitano                       | capitano                       | capitano                        | capitano                                    | cappellano capo                                       |                                                            |
| sottotenente di vascello |                         | tenente                                   | tenente                        | tenente                        | tenente                        | tenente                         | tenente                                     | cappellano                                            |                                                            |
| guardiamarina            |                         | sottotenente                              | sottotenente                   | sottotenente                   | sottotenente                   | sottotenente                    | sottotenente                                | —                                                     |                                                            |

#### Dal 1926 al 1938
| Stato Maggiore Generale  | Stato Maggiore Generale | Corpo Reale Equipaggi          | Corpo del Genio Navale         | Corpo del Genio Navale                    | Corpo per le Armi Navali (poi delle Armi Navali) | Corpo Sanitario                | Corpo di Commissariato Generale | Corpo delle capitanerie di porto | Ruolo dei cappellani militari  | Distintivo (sottopannatura rossa a titolo esemplificativo) |
| Ufficiali di vascello    | Ufficiali di vascello   | Corpo Reale Equipaggi          | Ufficiali del Genio            | Ufficiali per la direzione delle macchine | Corpo per le Armi Navali (poi delle Armi Navali) | Corpo Sanitario                | Corpo di Commissariato Generale | Corpo delle capitanerie di porto | Ruolo dei cappellani militari  | Distintivo (sottopannatura rossa a titolo esemplificativo) |
| Grado                    | Distintivo              | Grado o livello corrispondente | Grado o livello corrispondente | Grado o livello corrispondente            | Grado o livello corrispondente                   | Grado o livello corrispondente | Grado o livello corrispondente  | Grado o livello corrispondente   | Grado o livello corrispondente | Distintivo (sottopannatura rossa a titolo esemplificativo) |
| ------------------------ | ----------------------- | ------------------------------ | ------------------------------ | ----------------------------------------- | ------------------------------------------------ | ------------------------------ | ------------------------------- | -------------------------------- | ------------------------------ | ---------------------------------------------------------- |
| capitano di vascello     |                         | —                              | colonnello                     | colonnello                                | colonnello                                       | colonnello                     | colonnello                      | colonnello                       | —                              |                                                            |
| capitano di fregata      |                         | —                              | tenente colonnello             | tenente colonnello                        | tenente colonnello                               | tenente colonnello             | tenente colonnello              | tenente colonnello               | —                              |                                                            |
| capitano di corvetta     |                         | —                              | maggiore                       | maggiore                                  | maggiore                                         | maggiore                       | maggiore                        | maggiore                         | —                              |                                                            |
| tenente di vascello      |                         | capitano                       | capitano                       | capitano                                  | capitano                                         | capitano                       | capitano                        | capitano                         | cappellano capo                |                                                            |
| sottotenente di vascello |                         | tenente                        | tenente                        | tenente                                   | tenente                                          | tenente                        | tenente                         | tenente                          | cappellano                     |                                                            |
| guardiamarina            |                         | sottotenente                   | sottotenente                   | sottotenente                              | sottotenente                                     | sottotenente                   | sottotenente                    | sottotenente                     | —                              |                                                            |

#### Dal 1938 al 1946
| Stato Maggiore Generale  | Stato Maggiore Generale | Corpo reale equipaggi          | Corpo del Genio navale         | Corpo del Genio navale                    | Corpo delle armi navali        | Corpo sanitario                | Corpo di commissariato generale | Corpo delle capitanerie di porto | Ruolo dei cappellani militari  | Distintivo (sottopannatura rossa a titolo esemplificativo) |
| Ufficiali di vascello    | Ufficiali di vascello   | Corpo reale equipaggi          | Ufficiali del Genio            | Ufficiali per la direzione delle macchine | Corpo delle armi navali        | Corpo sanitario                | Corpo di commissariato generale | Corpo delle capitanerie di porto | Ruolo dei cappellani militari  | Distintivo (sottopannatura rossa a titolo esemplificativo) |
| Grado                    | Distintivo              | Grado o livello corrispondente | Grado o livello corrispondente | Grado o livello corrispondente            | Grado o livello corrispondente | Grado o livello corrispondente | Grado o livello corrispondente  | Grado o livello corrispondente   | Grado o livello corrispondente | Distintivo (sottopannatura rossa a titolo esemplificativo) |
| ------------------------ | ----------------------- | ------------------------------ | ------------------------------ | ----------------------------------------- | ------------------------------ | ------------------------------ | ------------------------------- | -------------------------------- | ------------------------------ | ---------------------------------------------------------- |
| capitano di vascello     |                         | —                              | colonnello                     | colonnello                                | colonnello                     | colonnello                     | colonnello                      | colonnello                       | —                              |                                                            |
| capitano di fregata      |                         | —                              | tenente colonnello             | tenente colonnello                        | tenente colonnello             | tenente colonnello             | tenente colonnello              | tenente colonnello               | —                              |                                                            |
| capitano di corvetta     |                         | —                              | maggiore                       | maggiore                                  | maggiore                       | maggiore                       | maggiore                        | maggiore                         | —                              |                                                            |
| tenente di vascello      |                         | capitano                       | capitano                       | capitano                                  | capitano                       | capitano                       | capitano                        | capitano                         | cappellano capo                |                                                            |
| sottotenente di vascello |                         | tenente                        | tenente                        | tenente                                   | tenente                        | tenente                        | tenente                         | tenente                          | cappellano                     |                                                            |
| guardiamarina            |                         | sottotenente                   | sottotenente                   | sottotenente                              | sottotenente                   | sottotenente                   | sottotenente                    | sottotenente                     | —                              |                                                            |

### Sottufficiali, capi, sottocapi e comuni
Così come per gli ufficiali, anche per i sottufficiali e per la truppa la denominazione di grado differiva a seconda della categoria del militare.
I nocchieri di 1ª classe, e gradi corrispondenti, erano detti graduati da maresciallo (corrispondenti al grado di maresciallo d'alloggio dei Reali Carabinieri), sin dall'epoca della Marina del Regno di Sardegna portavano divise differenti da quelle degli altri sottufficiali. Il loro distintivo di grado consisteva in una corona reale sull'avambraccio sinistro cucita al di sopra del distintivo di categoria, oppure, sull'abito di gran divisa, da una treccia turchina cucita sulle spalle. Con regio decreto del 22 gennaio 1885 il distintivo divenne un binario dorato e fasciato di seta turchina, largo 10 mm e lungo 75 per il paramano, mentre sul controspallino era largo 14 mm e lungo 75 mm.
Tutti i marinai che dovevano essere imbarcati venivano prima istruiti nel maneggio delle armi di bordo ed entravano a far parte della categoria cannonieri. I marinai guardiani invece erano addetti all'armamento, al disarmo, alla pulizia ed al ricovero delle imbarcazioni, sia in porto che in darsena. A questa categoria venivano inseriti i militari idonei ed al di sotto del 40º anno di età.
La categoria di maggiorità poteva accedere ai gradi di ufficiale nel Corpo di arsenale.

#### Dal 1861 al 1868
| Categorie del Corpo Reale Equipaggi | Categorie del Corpo Reale Equipaggi | Categorie del Corpo Reale Equipaggi                               | Categorie del Corpo Reale Equipaggi | Categorie del Corpo Reale Equipaggi                 | Categorie del Corpo Reale Equipaggi         | Categorie del Corpo Reale Equipaggi | Regio Esercito                                  |
| Bassi uffiziali (sottufficiali)     | Bassi uffiziali (sottufficiali)     | Bassi uffiziali (sottufficiali)                                   | Bassi uffiziali (sottufficiali)     | Bassi uffiziali (sottufficiali)                     | Bassi uffiziali (sottufficiali)             | Bassi uffiziali (sottufficiali)     | Bassi uffiziali (sottufficiali)                 |
| Piloti                              | Marinai                             | Marinari Cannonieri                                               | Maggiorità                          | Macchinisti e fuochisti                             | Maestranza (velieri, d'ascia, d'officina)   | Guardiani                           | Grado corrispondente                            |
| ----------------------------------- | ----------------------------------- | ----------------------------------------------------------------- | ----------------------------------- | --------------------------------------------------- | ------------------------------------------- | ----------------------------------- | ----------------------------------------------- |
| —                                   | nocchiere di 1ª classe              | capo cannoniere di 1ª classe                                      | —                                   | primo macchinista                                   | capo maestro di 1ª classe (solo d'officina) | capo guardiano di 1ª classe         | maresciallo d'alloggio (solo Reali Carabinieri) |
| secondo pilota di 1ª classe         | nocchiere di 2ª classe              | capo cannoniere di 2ª classe                                      | ?                                   | secondo macchinista                                 | capo maestro di 2ª classe                   | capo guardiano di 2ª classe         | furiere maggiore                                |
| secondo pilota di 2ª classe         | secondo nocchiere                   | secondo capo cannoniere                                           | ?                                   | terzo macchinista                                   | secondo capo maestro                        | secondo capo guardiano              | furiere                                         |
| Bassa forza (truppa)                |                                     |                                                                   |                                     |                                                     |                                             |                                     |                                                 |
| —                                   | Marinai                             | Marinari Cannonieri                                               | Maggiorità                          | Macchinisti e fuochisti                             | Maestranza                                  | Guardiani                           | Grado corrispondente                            |
| —                                   | timoniere                           | timoniere cannoniere                                              | ?                                   | allievo macchinista                                 | maestro                                     | timoniere guardiano                 | sotto furiere (?)                               |
| —                                   | marinaio di 1ª classe               | marinaro cannoniere di 1ª classe o anche capo pezzo               | ?                                   | operaio fuochista e marinaio fuochista di 1ª classe | secondo maestro                             | marinaro guardiano di 1ª classe     | soldato di 1ª classe                            |
| —                                   | marinaio di 2ª classe               | marinaro cannoniere di 2ª classe o anche primo servente di dritta | ?                                   | marinaio fuochista di 2ª classe                     | operaro                                     | marinaro guardiano di 2ª classe     | soldato di 2ª classe                            |
| —                                   | marinaio di 3ª classe               | —                                                                 | ?                                   | carbonaio                                           | —                                           | marinaro guardiano di 3ª classe (?) | —                                               |
| —                                   | mozzo                               | —                                                                 | —                                   | —                                                   | —                                           | —                                   | —                                               |

#### Dal 1868 al 1873
| Categorie del Corpo Reale Equipaggi | Categorie del Corpo Reale Equipaggi | Categorie del Corpo Reale Equipaggi | Categorie del Corpo Reale Equipaggi | Categorie del Corpo Reale Equipaggi | Categorie del Corpo Reale Equipaggi | Categorie del Corpo Reale Equipaggi | Categorie del Corpo Reale Equipaggi | Regio Esercito                                  |
| Sottufficiali                       | Sottufficiali                       | Sottufficiali                       | Sottufficiali                       | Sottufficiali                       | Sottufficiali                       | Sottufficiali                       | Sottufficiali                       | Sottufficiali                                   |
| Marinai                             | Cannonieri                          | Guardiani                           | Macchinisti e fuochisti             | Maestranza                          | Timoneria                           | Maggiorità                          | Trombettieri                        | Grado corrispondente                            |
| ----------------------------------- | ----------------------------------- | ----------------------------------- | ----------------------------------- | ----------------------------------- | ----------------------------------- | ----------------------------------- | ----------------------------------- | ----------------------------------------------- |
| nocchiere di 1ª classe              | capo cannoniere di 1ª classe        | ?                                   | primo macchinista                   | capo mastro di 1ª classe            | —                                   | —                                   | ?                                   | maresciallo d'alloggio (solo Reali Carabinieri) |
| nocchiere di 2ª classe              | capo cannoniere di 2ª classe        | ?                                   | secondo macchinista                 | capo mastro di 2ª classe            | capo di timoneria di 1ª classe      | sottufficiale di maggiorità         | ?                                   | furiere maggiore                                |
| nocchiere di 3ª classe              | capo cannoniere di 3ª classe        | ?                                   | aiutante macchinista                | mastro di 1ª classe                 | capo di timoneria di 2ª classe      | —                                   | ?                                   | furiere                                         |
| Truppa                              |                                     |                                     |                                     |                                     |                                     |                                     |                                     |                                                 |
| Marinai                             | Cannonieri                          | Guardiani                           | Fuochisti                           | Maestranza                          | Timoneria                           | Maggiorità                          | Trombettieri                        | Grado corrispondente                            |
| secondo mastro                      | caporale cannoniere                 | ?                                   | —                                   | ?                                   | allievo di timoneria                | allievo di maggiorità               | ?                                   | caporale maggiore                               |
| marinaio di 1ª classe               | marinaio cannoniere di 1ª classe    | ?                                   | —                                   | operaio di 1ª classe                | ?                                   | —                                   | ?                                   | soldato di 1ª classe                            |
| marinaio di 2ª classe               | marinaio cannoniere di 2ª classe    | ?                                   | marinaio fuochista                  | operaio di 2ª classe                | ?                                   | —                                   | ?                                   | soldato di 2ª classe                            |
| marinaio di 3ª classe               | —                                   | —                                   | —                                   | —                                   | —                                   | —                                   | —                                   | —                                               |
| mozzo                               | —                                   | —                                   | —                                   | —                                   | —                                   | —                                   | —                                   | —                                               |

#### Dal 1873 al 1878
A norma della circolare nº 7932 del 30 agosto 1876, il distintivo di grado dei timonieri (sottocapi) venne reso simile a quello dei caporali maggiori, gradi corrispettivi del Regio Esercito, passando da un doppio gallone ed un gallone, ad un doppio gallone e tre galloni, sempre in lana rossa e piegati a 45°.
| Categorie del Corpo Reale Equipaggi | Categorie del Corpo Reale Equipaggi | Categorie del Corpo Reale Equipaggi | Categorie del Corpo Reale Equipaggi                | Categorie del Corpo Reale Equipaggi  | Categorie del Corpo Reale Equipaggi | Categorie del Corpo Reale Equipaggi | Categorie del Corpo Reale Equipaggi | Categorie del Corpo Reale Equipaggi | Categorie del Corpo Reale Equipaggi | Regio Esercito                                  |
| Sottufficiali                       | Sottufficiali                       | Sottufficiali                       | Sottufficiali                                      | Sottufficiali                        | Sottufficiali                       | Sottufficiali                       | Sottufficiali                       | Sottufficiali                       | Sottufficiali                       | Sottufficiali                                   |
| Distintivo                          | Distintivo                          | Nocchieri (ancora con grippa)       | Cannonieri (due cannoni incrociati ed una granata) | Timonieri (una stella ad otto punte) | Macchinisti (un'elica a due pale)   | Maestranza (una piccozza)           | Guardiani (un gavitello)            | Maggiorità (un nodo)                | Trombettieri (non specificato)      | Grado corrispondente                            |
| ----------------------------------- | ----------------------------------- | ----------------------------------- | -------------------------------------------------- | ------------------------------------ | ----------------------------------- | ----------------------------------- | ----------------------------------- | ----------------------------------- | ----------------------------------- | ----------------------------------------------- |
|                                     |                                     | nocchiere di 1ª classe              | capo cannoniere di 1ª classe                       | —                                    | primo macchinista                   | capo maestro di 1ª classe           | —                                   | —                                   | ?                                   | maresciallo d'alloggio (solo Reali Carabinieri) |
|                                     |                                     | nocchiere di 2ª classe              | capo cannoniere di 2ª classe                       | ?                                    | secondo macchinista                 | capo maestro di 2ª classe           | ?                                   | ?                                   | ?                                   | furiere maggiore                                |
|                                     |                                     | nocchiere di 3ª classe              | capo cannoniere di 3ª classe                       | ?                                    | aiutante macchinista                | maestro di 1ª classe                | ?                                   | ?                                   | ?                                   | furiere                                         |
|                                     |                                     | secondo nocchiere                   | secondo capo cannoniere                            | ?                                    | —                                   | —                                   | ?                                   | ?                                   | ?                                   | sergente                                        |
| Truppa                              |                                     |                                     |                                                    |                                      |                                     |                                     |                                     |                                     |                                     |                                                 |
| Distintivo                          | Distintivo                          | Marinai                             | Cannonieri                                         | Timonieri                            | Fuochisti                           | Maestranza                          | Guardiani                           | Maggiorità                          | Trombettieri                        | Grado corrispondente                            |
| al 1876                             | dal 1876                            | sottonocchiere                      | sottocapo cannoniere                               | ?                                    | sottocapo fuochista                 | sottomaestro                        | ?                                   | ?                                   | ?                                   | caporale maggiore                               |
|                                     |                                     | marinaio di 1ª classe               | cannoniere di 1ª classe                            | ?                                    | fuochista di 1ª classe              | operaio di 1ª classe                | ?                                   | ?                                   | ?                                   | soldato di 1ª classe                            |
|                                     |                                     | marinaio di 2ª classe               | cannoniere di 2ª classe                            | ?                                    | fuochista di 2ª classe              | operaio di 2ª classe                | ?                                   | ?                                   | ?                                   | soldato di 2ª classe                            |

#### Dal 1878 al 1903
Nel 1878, con la Legge Brin, venne introdotto il grado di sottocapo. Con la stessa legge venne anche istituita la categoria musicanti.
Nel 1880 venne rioridnato il personale degli assistenti del genio navale. Nel 1888 riappare la 4ª classe per i marinari, abolita dopo l'unità d'Italia. Nel 1890 viceversa, i comuni erano suddivisi in 1ª classe, allievi (2ª classe) ed infine mozzi, garzoni (degli operai) ed allievi macchinisti (3ª classe). Infine, nel 1897 i comuni vennero distinti in comuni scelti (1ª classe), allievi e classe di base (2ª classe) ed in ultimo mozzi, mozzi specialisti ed allievi macchinisti.
Nel 1889 il distintivo di grado dei graduati fu accorciato a soli 80 mm (misurati parallelamente al lato più lungo, o superiore, del baffo del gallone), non arrivando più alle cuciture della manica. Le dimensioni rimasero le medesime: 15 mm di spessore per il gallone grande, 5 mm per il galloncino, 5 mm di distanza tra i galloni. Venne inoltre imposto che i distintivi di grado dovessero essere portati su ambedue le maniche.
| Categorie del Corpo Reale Equipaggi  | Categorie del Corpo Reale Equipaggi | Categorie del Corpo Reale Equipaggi | Categorie del Corpo Reale Equipaggi | Categorie del Corpo Reale Equipaggi | Categorie del Corpo Reale Equipaggi | Categorie del Corpo Reale Equipaggi | Categorie del Corpo Reale Equipaggi | Categorie del Corpo Reale Equipaggi | Categorie del Corpo Reale Equipaggi | Categorie del Corpo Reale Equipaggi | Categorie del Corpo Reale Equipaggi | Categorie del Corpo Reale Equipaggi | Categorie del Corpo Reale Equipaggi | Regio Esercito                                                      |
| Sottufficiali                        | Sottufficiali                       | Sottufficiali                       | Sottufficiali                       | Sottufficiali                       | Sottufficiali                       | Sottufficiali                       | Sottufficiali                       | Sottufficiali                       | Sottufficiali                       | Sottufficiali                       | Sottufficiali                       | Sottufficiali                       | Sottufficiali                       | Sottufficiali                                                       |
| Distintivo                           | Distintivo                          | Assistenti del Genio Navale         | Aiutanti                            | Macchinisti                         | Nocchieri                           | Cannonieri                          | Torpedinieri                        | Timonieri (fino al 1884)            | Operai                              | Infermieri                          | Furieri (fino al 1884)              | Musicanti                           | Trombettieri                        | Grado corrispondente                                                |
| ------------------------------------ | ----------------------------------- | ----------------------------------- | ----------------------------------- | ----------------------------------- | ----------------------------------- | ----------------------------------- | ----------------------------------- | ----------------------------------- | ----------------------------------- | ----------------------------------- | ----------------------------------- | ----------------------------------- | ----------------------------------- | ------------------------------------------------------------------- |
| al 1885                              | dal 1885                            | assistente di 1ª classe             | aiutante di 1ª classe               | macchinista di 1ª classe            | nocchiere di 1ª classe              | capo cannoniere di 1ª classe        | capo torpediniere di 1ª classe      | capo timoniere di 1ª classe         | capo maestro di 1ª classe           | capo infermiere di 1ª classe        | capo furiere di 1ª classe           | capo musica                         | capo musica                         | maresciallo d'alloggio (solo R. Carabinieri) maresciallo (dal 1902) |
|                                      |                                     | assistente di 2ª classe             | aiutante di 2ª classe               | macchinista di 2ª classe            | nocchiere di 2ª classe              | capo cannoniere di 2ª classe        | capo torpediniere di 2ª classe      | capo timoniere di 2ª classe         | capo maestro di 2ª classe           | capo infermiere di 2ª classe        | capo furiere di 2ª classe           | —                                   | —                                   | furiere maggiore                                                    |
|                                      |                                     | assistente di 3ª classe             | aiutante di 3ª classe               | macchinista di 3ª classe            | nocchiere di 3ª classe              | capo cannoniere di 3ª classe        | capo torpediniere di 3ª classe      | capo timoniere di 3ª classe         | capo maestro di 3ª classe           | capo infermiere di 3ª classe        | capo furiere di 3ª classe           | sotto-capo musica                   | sotto-capo musica                   | furiere                                                             |
|                                      |                                     | ?                                   | secondo aiutante                    | capo fuochista                      | secondo nocchiere                   | secondo capo cannoniere             | secondo capo torpediniere           | secondo capo timoniere              | secondo maestro                     | secondo capo infermiere             | secondo capo furiere                | —                                   | secondo capo trombettiere           | sergente                                                            |
| Truppa                               |                                     |                                     |                                     |                                     |                                     |                                     |                                     |                                     |                                     |                                     |                                     |                                     |                                     |                                                                     |
| Distintivo                           | Distintivo                          | —                                   | Sotto aiutanti                      | Fuochisti                           | Marinai                             | Cannonieri                          | Torpedinieri                        | Timonieri (fino al 1884)            | Operai                              | Infermieri                          | Furieri (fino al 1884)              | —                                   | Trombettieri                        | Grado corrispondente                                                |
|                                      |                                     | —                                   | sottoaiutante                       | sottocapo fuochista                 | sottonocchiere                      | sottocapo cannoniere                | sottocapo torpediniere              | sottocapo timoniere                 | sottomaestro                        | sottocapo infermiere                | sottocapo furiere                   | —                                   | sotto capo trombettiere             | caporale maggiore                                                   |
|                                      |                                     | —                                   | —                                   | fuochista di 1ª classe              | marinaio di 1ª classe               | cannoniere di 1ª classe             | torpediniere di 1ª classe           | timoniere                           | operaio di 1ª classe                | infermiere di 1ª classe             | furiere                             | —                                   | trombettiere di 1ª classe           | soldato di 1ª classe                                                |
|                                      |                                     | —                                   | —                                   | fuochista di 2ª classe              | marinaio di 2ª classe               | cannoniere di 2ª classe             | torpediniere di 2ª classe           | —                                   | operaio di 2ª classe                | infermiere di 2ª classe             | —                                   | —                                   | trombettiere di 2ª classe           | soldato di 2ª classe                                                |
|                                      |                                     | —                                   | —                                   | —                                   | mar. di 3ª classe (mozzo)           | —                                   | —                                   | —                                   | —                                   | —                                   | —                                   | —                                   | —                                   | —                                                                   |
| mar. di 4ª classe (mozzo) (dal 1888) |                                     | —                                   | —                                   | —                                   |                                     | —                                   | —                                   | —                                   | —                                   | —                                   | —                                   | —                                   | —                                   | —                                                                   |

| Categorie del Corpo Reale Equipaggi | Categorie del Corpo Reale Equipaggi | Categorie del Corpo Reale Equipaggi | Categorie del Corpo Reale Equipaggi | Categorie del Corpo Reale Equipaggi | Categorie del Corpo Reale Equipaggi | Categorie del Corpo Reale Equipaggi | Categorie del Corpo Reale Equipaggi | Categorie del Corpo Reale Equipaggi | Categorie del Corpo Reale Equipaggi | Categorie del Corpo Reale Equipaggi | Categorie del Corpo Reale Equipaggi | Categorie del Corpo Reale Equipaggi | Regio Esercito       |               |
| Sottufficiali                       | Sottufficiali                       | Sottufficiali                       | Sottufficiali                       | Sottufficiali                       | Sottufficiali                       | Sottufficiali                       | Sottufficiali                       | Sottufficiali                       | Sottufficiali                       | Sottufficiali                       | Sottufficiali                       | Sottufficiali                       | Sottufficiali        | Sottufficiali |
| Distintivo                          | Assistenti del Genio Navale         | Aiutanti                            | Macchinisti                         | Nocchieri                           | Cannonieri                          | Torpedinieri                        | Timonieri                           | Operai                              | Infermieri                          | Furieri                             | Musicanti                           | Trombettieri                        | Grado corrispondente |               |
| ----------------------------------- | ----------------------------------- | ----------------------------------- | ----------------------------------- | ----------------------------------- | ----------------------------------- | ----------------------------------- | ----------------------------------- | ----------------------------------- | ----------------------------------- | ----------------------------------- | ----------------------------------- | ----------------------------------- | -------------------- | ------------- |
|                                     | assistente di 1ª classe             | aiutante di 1ª classe               | macchinista di 1ª classe            | nocchiere di 1ª classe              | capo cannoniere di 1ª classe        | capo torpediniere di 1ª classe      | capo timoniere di 1ª classe         | capo maestro di 1ª classe           | capo infermiere di 1ª classe        | capo furiere di 1ª classe           | capo musica                         | capo musica                         | maresciallo          |               |
|                                     | assistente di 2ª classe             | aiutante di 2ª classe               | macchinista di 2ª classe            | nocchiere di 2ª classe              | capo cannoniere di 2ª classe        | capo torpediniere di 2ª classe      | capo timoniere di 2ª classe         | capo maestro di 2ª classe           | capo infermiere di 2ª classe        | capo furiere di 2ª classe           | —                                   | —                                   | furiere maggiore     |               |
|                                     | assistente di 3ª classe             | aiutante di 3ª classe               | macchinista di 3ª classe            | nocchiere di 3ª classe              | capo cannoniere di 3ª classe        | capo torpediniere di 3ª classe      | capo timoniere di 3ª classe         | capo maestro di 3ª classe           | capo infermiere di 3ª classe        | capo furiere di 3ª classe           | sotto-capo musica                   | sotto-capo musica                   | furiere              |               |
|                                     | ?                                   | secondo aiutante                    | capo fuochista                      | secondo nocchiere                   | secondo capo cannoniere             | secondo capo torpediniere           | secondo capo timoniere              | secondo maestro                     | secondo capo infermiere             | secondo capo furiere                | —                                   | secondo capo trombettiere           | sergente             |               |
| Truppa                              |                                     |                                     |                                     |                                     |                                     |                                     |                                     |                                     |                                     |                                     |                                     |                                     |                      |               |
| Distintivo                          | —                                   | Sotto aiutanti                      | Fuochisti                           | Marinai                             | Cannonieri                          | Torpedinieri                        | Timonieri                           | Operai                              | Infermieri                          | Furieri                             | —                                   | Trombettieri                        | Grado corrispondente |               |
|                                     | —                                   | sottoaiutante                       | sottocapo fuochista                 | sottonocchiere                      | sottocapo cannoniere                | sottocapo torpediniere              | sottocapo timoniere                 | sottomaestro                        | sottocapo infermiere                | sottocapo furiere                   | —                                   | sotto capo trombettiere             | caporale maggiore    |               |
|                                     | —                                   | —                                   | fuochista di 1ª classe              | marinaio di 1ª classe               | cannoniere di 1ª classe             | torpediniere di 1ª classe           | timoniere                           | operaio di 1ª classe                | infermiere di 1ª classe             | furiere                             | —                                   | trombettiere di 1ª classe           | soldato di 1ª classe |               |
|                                     | —                                   | —                                   | fuochista di 2ª classe              | marinaio di 2ª classe               | cannoniere di 2ª classe             | torpediniere di 2ª classe           | —                                   | operaio di 2ª classe                | infermiere di 2ª classe             | —                                   | —                                   | trombettiere di 2ª classe           | soldato di 2ª classe |               |
|                                     | —                                   | —                                   | —                                   | marinaio di 3ª classe               | —                                   | —                                   | —                                   | —                                   | —                                   | —                                   | —                                   | —                                   | —                    |               |
| —                                   | —                                   | —                                   | marinaio di 4ª classe (mozzo)       | —                                   | —                                   | —                                   | —                                   | —                                   | —                                   | —                                   | —                                   | —                                   |                      |               |

|  | sottoaiutante | sottocapo fuochista    | sottonocchiere        | sottocapo cannoniere    | sottocapo torpediniere    | sottocapo timoniere | sottomaestro         | sottocapo infermiere    | sottocapo furiere | sotto capo trombettiere   | caporale maggiore    |
|  | —             | fuochista di 1ª classe | marinaio di 1ª classe | cannoniere di 1ª classe | torpediniere di 1ª classe | timoniere           | operaio di 1ª classe | infermiere di 1ª classe | furiere           | trombettiere di 1ª classe | soldato di 1ª classe |
|  | —             | fuochista di 2ª classe | marinaio di 2ª classe | cannoniere di 2ª classe | torpediniere di 2ª classe | —                   | operaio di 2ª classe | infermiere di 2ª classe | —                 | trombettiere di 2ª classe | soldato di 2ª classe |
|  | —             | allievo macchinista    | mozzo                 | —                       | —                         | —                   | garzoni              | —                       | —                 | —                         | —                    |

|  | sottoaiutante | sottocapo fuochista | sottonocchiere  | sottocapo cannoniere | sottocapo torpediniere | sottocapo timoniere | sottomaestro         | sottocapo infermiere | sottocapo furiere | sotto capo trombettiere   | caporale maggiore    |
|  | —             | fuochista scelto    | marinaro scelto | cannoniere scelto    | torpediniere scelto    | timoniere           | operaio di 1ª classe | infermiere scelto    | furiere scelto    | trombettiere di 1ª classe | soldato di 1ª classe |
|  | —             | fuochista           | marinaro        | cannoniere           | torpediniere           | —                   | operaio di 2ª classe | infermiere           | —                 | trombettiere di 2ª classe | soldato di 2ª classe |
|  | —             | allievo macchinista | mozzo           | —                    | —                      | —                   | —                    | —                    | —                 | —                         | —                    |

#### Dal 1903 al 1908
Il grado di capo di 3ª classe venne soppresso nel 1907 e ripristinato nel 1923.
Nell'album delle divise del 1903 vennero pubblicate le nuove categorie, che divennero 14:
| Categorie del Corpo Reale Equipaggi | Categorie del Corpo Reale Equipaggi | Categorie del Corpo Reale Equipaggi | Categorie del Corpo Reale Equipaggi | Categorie del Corpo Reale Equipaggi      | Categorie del Corpo Reale Equipaggi          | Categorie del Corpo Reale Equipaggi | Categorie del Corpo Reale Equipaggi | Categorie del Corpo Reale Equipaggi | Categorie del Corpo Reale Equipaggi | Categorie del Corpo Reale Equipaggi | Categorie del Corpo Reale Equipaggi | Categorie del Corpo Reale Equipaggi | Categorie del Corpo Reale Equipaggi             | Categorie del Corpo Reale Equipaggi                            | Regio Esercito                                                      |
| Sottufficiali                       | Sottufficiali                       | Sottufficiali                       | Sottufficiali                       | Sottufficiali                            | Sottufficiali                                | Sottufficiali                       | Sottufficiali                       | Sottufficiali                       | Sottufficiali                       | Sottufficiali                       | Sottufficiali                       | Sottufficiali                       | Sottufficiali                                   | Sottufficiali                                                  | Sottufficiali                                                       |
| Distintivo                          | Assistenti del Genio Navale         | Marinai                             | Timonieri                           | Cannonieri                               | Torpedinieri                                 | Macchinisti                         | Fuochisti                           | Operai                              | Infermieri                          | Furieri                             | Semaforisti                         | Aiutanti                            | Musicanti                                       | Trombettieri                                                   | Grado corrispondente                                                |
| ----------------------------------- | ----------------------------------- | ----------------------------------- | ----------------------------------- | ---------------------------------------- | -------------------------------------------- | ----------------------------------- | ----------------------------------- | ----------------------------------- | ----------------------------------- | ----------------------------------- | ----------------------------------- | ----------------------------------- | ----------------------------------------------- | -------------------------------------------------------------- | ------------------------------------------------------------------- |
|                                     | —                                   | —                                   | —                                   | —                                        | —                                            | —                                   | —                                   | —                                   | —                                   | —                                   | —                                   | —                                   | direttore del corpo musicale della Regia Marina | direttore del corpo musicale della Regia Marina                | maestro direttore di banda                                          |
| assistente di 1ª classe             | nocchiere di 1ª classe              | capo timoniere di 1ª classe         | capo cannoniere di 1ª classe        | capo torpediniere di 1ª classe           | capo macchinista di 1ª classe                | capo fuochista di 1ª classe         | maestro di 1ª classe                | capo infermiere di 1ª classe        | capo furiere di 1ª classe           | capo semaforista di 1ª classe       | aiutante di 1ª classe               | capo musica di 1ª classe            | capo musica di 1ª classe                        | maresciallo (fino al 1907) maresciallo di 1ª classe (dal 1907) |                                                                     |
|                                     | assistente di 2ª classe             | nocchiere di 2ª classe              | capo timoniere di 2ª classe         | capo cannoniere di 2ª classe             | capo torpediniere di 2ª classe               | capo macchinista di 2ª classe       | capo fuochista di 2ª classe         | maestro di 2ª classe                | capo infermiere di 2ª classe        | capo furiere di 2ª classe           | capo semaforista di 2ª classe       | aiutante di 2ª classe               | capo musica di 2ª classe                        | capo musica di 2ª classe                                       | furiere maggiore (fino al 1907) maresciallo di 2ª classe (dal 1907) |
| (fino al 1907)                      | assistente di 3ª classe             | nocchiere di 3ª classe              | capo timoniere di 3ª classe         | capo cannoniere di 3ª classe             | capo torpediniere di 3ª classe               | capo macchinista di 3ª classe       | capo fuochista di 3ª classe         | maestro di 3ª classe                | capo infermiere di 3ª classe        | capo furiere di 3ª classe           | capo semaforista di 3ª classe       | aiutante di 3ª classe               | capo musica di 3ª classe                        | capo musica di 3ª classe                                       | furiere (fino al 1907) maresciallo di 3ª classe (dal 1907)          |
|                                     | —                                   | secondo nocchiere                   | secondo capo timoniere              | secondo capo cannoniere                  | secondo capo torpediniere                    | secondo capo macchinista            | secondo capo fuochista              | secondo maestro                     | secondo capo infermiere             | secondo capo furiere                | secondo capo semaforista            | secondo aiutante                    | secondo capo musicante                          | secondo capo trombettiere                                      | sergente                                                            |
| Sottocapi e comuni                  |                                     |                                     |                                     |                                          |                                              |                                     |                                     |                                     |                                     |                                     |                                     |                                     |                                                 |                                                                |                                                                     |
|                                     | —                                   | sottonocchiere                      | sottocapo timoniere                 | sottocapo cannoniere                     | sottocapo torpediniere                       | sottocapo macchinista               | sottocapo fuochista                 | sottomaestro                        | sottocapo infermiere                | sottocapo furiere                   | sottocapo semaforista               | —                                   | sottocapo musicante                             | sottocapo trombettiere                                         | caporale maggiore                                                   |
|                                     | —                                   | marinaio scelto                     | timoniere                           | cannoniere scelto                        | torpediniere scelto                          | macchinista scelto                  | fuochista scelto                    | operaio                             | infermiere scelto                   | furiere scelto                      | semaforista                         | —                                   | musicante                                       | trombettiere                                                   | appuntato                                                           |
|                                     | —                                   | marinaio                            | allievo timoniere                   | cannoniereallievo specialista cannoniere | torpediniereallievo specialista torpediniere | macchinistaallievo macchinista      | fuochistaallievo fuochista          | allievo operaio                     | infermiereallievo infermiere        | furiereallievo furiere              | allievo semaforista                 | —                                   | allievo musicante                               | allievo trombettiere                                           | soldato                                                             |
| —                                   | —                                   | mozzo                               | —                                   | —                                        | —                                            | —                                   | —                                   | —                                   | —                                   | —                                   | —                                   | —                                   | —                                               | —                                                              | —                                                                   |

Alle quali si aggiunsero 15 specialità (di cui una in due classi):
| Cannonieri armaioli | Torpedinieri siluristi | Torpedinieri elettricisti | Torpedinieri artefici | Fuochisti artefici | Velai | Calafati | Falegnami | Aiutanti istruttori di scherma | Costieri | Volontardi d'un anno | Pompieri | Pittori | Allievi istruttori di scherma | Puntatori scelti di 1ª classe | Puntatori scelti di 2ª classe |
| ------------------- | ---------------------- | ------------------------- | --------------------- | ------------------ | ----- | -------- | --------- | ------------------------------ | -------- | -------------------- | -------- | ------- | ----------------------------- | ----------------------------- | ----------------------------- |

#### Dal 1908 al 1946
Nel 1908 venne istituito il grado di secondo capo anziano, mentre per i capi di 1ª e 2ª classe vennero prescritte controspalline con 3 o 2 binari privi di screziature blu e di distintivi di categoria.
Nel 1916 le stelle distintive di grado degli ufficiali divennero da 8 a 5 punte, mentre per il personale della Marina operante sul fronte a terra venne adottata la divisa grigio-verde.
La ferma del personale di leva era fissata a 4 anni sino al 1908, quando scese a 3 anni e successivamente a 24 mesi nel 1910 con varie eccezioni, dovute ai sorteggi, alla categoria di leva ed alle eventuali necessità belliche.
Nel 1902 venne istituito per il Regio Esercito il grado di maresciallo, superiore al furiere maggiore. Successivamente, nel 1906, vennero aboliti i gradi di furiere e furiere maggiore, soppiantati dalle ultime due classi di maresciallo, e fu istituito il grado di sergente maggiore. I distintivi di grado erano costituiti da strisce di binario d'oro alternato a seta azzurra cucite lungitudinalmente sulle spalle (questo tipo di distintivo venne adottato fino all'ottobre 1973, quando i binari furono applicati trasversalmente allo spallino). Per adeguarsi alle nuove norme dell'Esercito, il foglio d'ordini nº 327 del 22 novembre 1908 stabiliva distintivi analoghi per i capi di 1ª, 2ª e 3ª classe.
Il grado di capo di 3ª classe venne ripristinato nel 1923.
Nel 1926 furono emanate nuove norme per le dimensioni dei distintivi di grado sulle maniche: il gallone largo passò da 15 a 14 mm, quello stretto da 4 a 6 mm e la spaziatura tra loro da 5 a 3 mm. Il vertice del distintivo che doveva essere cucito sulla manica si trovava a 2/3 della lunghezza della manica. Il distintivo di categoria era cucito sopra il gallone, sulla congiungente delle estremità superiori del gallone. I distintivi di squadra erano nastri rettilinei lunghi 50 mm e larghi 3 mm.
I gradi di secondo capo anziano e secondo capo (ordinario) vennero unificati nel 1932 dal Testo unico sull'Ordinamento del C.R.E.M. del 1931.
Il grado di sergente venne istituito con legge nº 1368 del 1º luglio 1938 ed il distintivo prevedeva un gallone (largo 14 mm) ed un galloncino (largo 6 mm) in oro. I sergenti non adottavano distintivi di squadra. Nello stesso anno, con decreto ministeriale 22 dicembre 1938, il giro di bitta venne esteso a tutti i corpi, vennero cambiati alcuni colori distintivi (si veda la tabella riassuntiva) ed infine per gli ufficiali del CREM il distintivo del servizio di appartenenza venne spostato sotto il distintivo di grado.
| Categorie del Corpo Reale Equipaggi | Categorie del Corpo Reale Equipaggi  | Categorie del Corpo Reale Equipaggi | Categorie del Corpo Reale Equipaggi  | Categorie del Corpo Reale Equipaggi | Categorie del Corpo Reale Equipaggi  | Categorie del Corpo Reale Equipaggi | Categorie del Corpo Reale Equipaggi  | Categorie del Corpo Reale Equipaggi | Categorie del Corpo Reale Equipaggi  | Categorie del Corpo Reale Equipaggi | Categorie del Corpo Reale Equipaggi  |
| Sottufficiali                       | Sottufficiali                        | Sottufficiali                       | Sottufficiali                        | Sottufficiali                       | Sottufficiali                        | Sottufficiali                       | Sottufficiali                        | Sottufficiali                       | Sottufficiali                        | Sottufficiali                       | Sottufficiali                        |
| 1908                                | 1908                                 | 1923                                | 1923                                 | 1926                                | 1926                                 | 1932                                | 1932                                 | 1936                                | 1936                                 | 1938                                | 1938                                 |
| ----------------------------------- | ------------------------------------ | ----------------------------------- | ------------------------------------ | ----------------------------------- | ------------------------------------ | ----------------------------------- | ------------------------------------ | ----------------------------------- | ------------------------------------ | ----------------------------------- | ------------------------------------ |
|                                     | capo di 1ª classe                    |                                     | capo di 1ª classe                    |                                     | capo di 1ª classe                    |                                     | capo di 1ª classe                    |                                     | capo di 1ª classe                    |                                     | capo di 1ª classe                    |
|                                     | capo di 2ª classe                    |                                     | capo di 2ª classe                    |                                     | capo di 2ª classe                    |                                     | capo di 2ª classe                    |                                     | capo di 2ª classe                    |                                     | capo di 2ª classe                    |
|                                     | secondo capo anziano                 |                                     | capo di 3ª classe                    |                                     | capo di 3ª classe                    |                                     | capo di 3ª classe                    |                                     | capo di 3ª classe                    |                                     | capo di 3ª classe                    |
|                                     | secondo capo anziano                 | secondo capo anziano                |                                      | secondo capo anziano                |                                      | secondo capo                        |                                      | secondo capo                        |                                      | secondo capo                        |                                      |
|                                     | secondo capo (ordinario)             |                                     | secondo capo (ordinario)             |                                     | secondo capo (ordinario)             | secondo capo                        |                                      | secondo capo                        | sergente                             |                                     |                                      |
|                                     | secondo capo (ordinario)             | funzionante secondo capo (?)        | secondo capo (ordinario)             |                                     | funzionante secondo capo (?)         |                                     | funzionante secondo capo             |                                     | sergente                             |                                     |                                      |
| Sottocapi e comuni                  |                                      |                                     |                                      |                                     |                                      |                                     |                                      |                                     |                                      |                                     |                                      |
|                                     | sottocapo                            |                                     | sottocapo                            |                                     | sottocapo                            |                                     | sottocapo                            |                                     | sottocapo                            |                                     | sottocapo                            |
|                                     | sottocapo                            | funzionante sottocapo               |                                      | funzionante sottocapo               |                                      | funzionante sottocapo               |                                      | funzionante sottocapo               |                                      |                                     | sottocapo                            |
|                                     | comune di 1ª classe (comune* scelto) |                                     | comune di 1ª classe (comune* scelto) |                                     | comune di 1ª classe (comune* scelto) |                                     | comune di 1ª classe (comune* scelto) |                                     | comune di 1ª classe (comune* scelto) |                                     | comune di 1ª classe (comune* scelto) |
|                                     | comune di 2ª classe (comune*)        |                                     | comune di 2ª classe (comune*)        |                                     | comune di 2ª classe (comune*)        |                                     | comune di 2ª classe (comune*)        |                                     | comune di 2ª classe (comune*)        |                                     | comune di 2ª classe (comune*)        |
| comune di 3ª classe (mozzo)         | comune di 3ª classe (mozzo)          | comune di 3ª classe (mozzo)         | comune di 3ª classe (mozzo)          | comune di 3ª classe (mozzo)         | comune di 3ª classe (mozzo)          |                                     |                                      |                                     |                                      |                                     |                                      |

*Nome della categoria (ad esempio, torpediniere scelto); il comune di 3ª classe era privo di ogni simbolo della categoria

### Divisa grigio-verde 1915-1918
A causa della Grande Guerra fu istituita nel 1916 l'uniforme in grigio-verde per ufficiali, sottufficiali e marinai che operavano in zone dove operava anche l'Esercito.
La divisa era composta di:
- giacca: in panno grigio-verde, con controspalline dello stesso tessuto e senza distintivo;
- pantaloni: alla cavallerizza, in panno grigio-verde e con gambali in cuoio;
- berretto: in panno grigio-verde, tipo Marina, con trofeo ricamato su seta grigio-verde, visiera e sottogola;
- scarpe: nere.

I distintivi di grado erano portati sui paramani, alti 95 mm, sia della giacca che del pastrano.
- Per gli ammiragli il distintivo era formato da un rettangolo di trina dorata di circa 7 × 4 cm, col lato corto attaccato alla parte esterna della manica. Una, due o tre stelle specificavano il grado. Precisamente:
  - contrammiraglio: una stelletta;
  - contrammiraglio comandante in capo di dipartimento o di squadra: una stelletta con fascia passante al di sotto;
  - vice ammiraglio o tenente generale: due stellette;
  - vice ammiraglio comandante in capo di dipartimento o di squadra: due stellette con al centro una corona;
  - vice ammiraglio comandante in capo di armata: due stellette con al centro una corona con fascia passante al di sotto;
  - vice ammiraglio capo di stato maggiore della Regia Marina: due stellette con al centro una corona e tre fasce passanti al di sotto;
  - ammiraglio: tre stellette.
- Per gli ufficiali superiori un rettangolo di stoffa bordato di un cordoncino d'oro, sempre di circa 7 × 4 cm. Una, due o tre stelle specificavano il grado.
- Per gli ufficiali inferiori un rettangolo di stoffa senza bordo, sempre di circa 7 × 4 cm. Una, due o tre stelle specificavano il grado.
- Per i capi di 1ª e 2ª classe: rispettivamente tre o due binari sul paramano, paralleli all'avambraccio. Il cappello era fasciato da una striscia ondulata.
- Per i secondi capi anziani e secondi capi: rispettivamente un gallone e quattro galloncini oppure un gallone e tre galloncini in lana nera. L'ultimo galloncino, il più lontano dall'orlo della manica, formava un ovale entro il quale era ricamato in nero il distintivo di categoria.

Successivamente all'introduzione dei gradi di sottoammiraglio e di brigadiere generale, con foglio d'ordini del 7 settembre 1918 si stabilì che il nuovo distintivo di grado fosse formato dal solo rettangolo di trina dorata.
)

### Distintivi dal 1938 al 1946
| 1932-1942 | 1942-1946 |

| Ammiragli              | Ammiragli               | Ammiragli       | Ammiragli              | Ammiragli                        |
| ---------------------- | ----------------------- | --------------- | ---------------------- | -------------------------------- |
| Stato maggiore         |                         |                 |                        |                                  |
| Corpi tecnici          |                         |                 |                        |                                  |
| Corpo del Genio navale | Corpo delle armi navali | Corpo sanitario | Corpo di commissariato | Corpo delle capitanerie di porto |

| Genio navale | Armi navali | Corpo sanitario | Corpo di commissariato | capitanerie di porto |

| Genio navale | armi navali | Corpo sanitario | Corpo di commissariato | Capitanerie di porto |

| Genio Navale | Armi Navali | Corpo Sanitario | Corpo di Commissariato | Capitanerie di Porto |

| Ufficiali di vascello       | Ufficiali di vascello            | Ufficiali di vascello | Ufficiali di vascello        | Ufficiali di vascello |
| --------------------------- | -------------------------------- | --------------------- | ---------------------------- | --------------------- |
| Stato maggiore              |                                  |                       |                              |                       |
| Ufficiali dei corpi tecnici |                                  |                       |                              |                       |
| Corpo del Genio navale      | Corpo delle armi navali          | Corpo sanitario       | Corpo dei chimici farmacisti |                       |
| Corpo di commissariato      | Corpo delle capitanerie di porto | C.R.E.M.              | Ruolo dei cappellani         |                       |

| Ufficiali di vascello       | Ufficiali di vascello            | Ufficiali di vascello | Ufficiali di vascello        | Ufficiali di vascello |
| --------------------------- | -------------------------------- | --------------------- | ---------------------------- | --------------------- |
| Stato Maggiore              |                                  |                       |                              |                       |
| Ufficiali dei corpi tecnici |                                  |                       |                              |                       |
| Corpo del Genio navale      | Corpo delle armi navali          | Corpo sanitario       | Corpo dei chimici farmacisti |                       |
| Corpo di commissariato      | Corpo delle capitanerie di porto | C.R.E.M.              | Ruolo dei cappellani         |                       |